# Polski Autokefaliczny Kościół Prawosławny

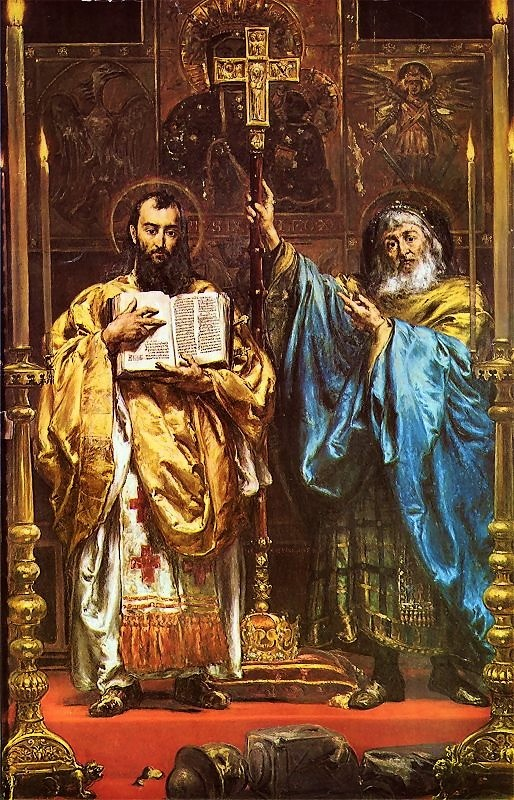
św. Cyryl i św. Metody – Apostołowie Słowian

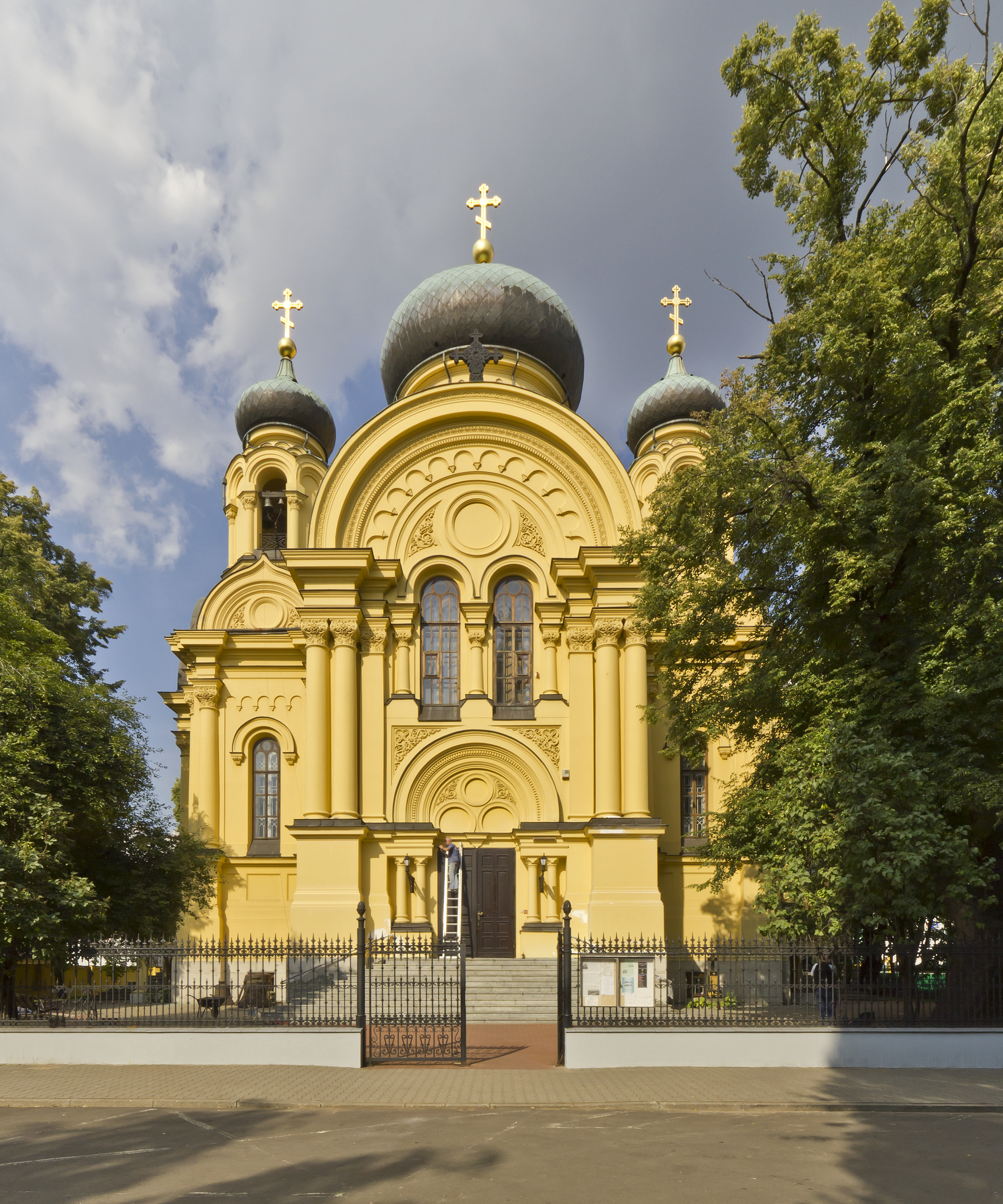
Sobór Metropolitalny Świętej Równej Apostołom Marii Magdaleny w Warszawie

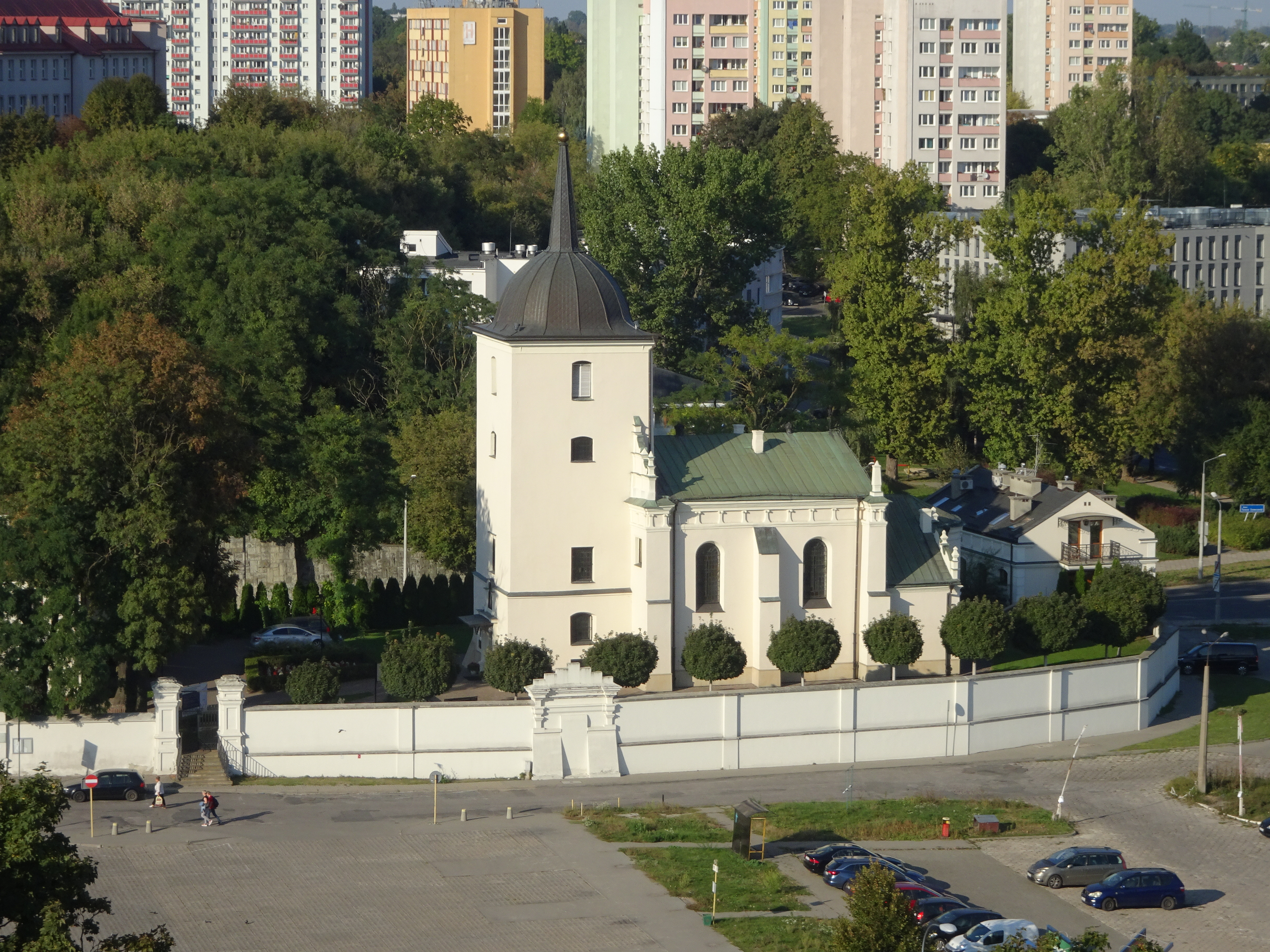
Sobór katedralny Przemienienia Pańskiego w Lublinie

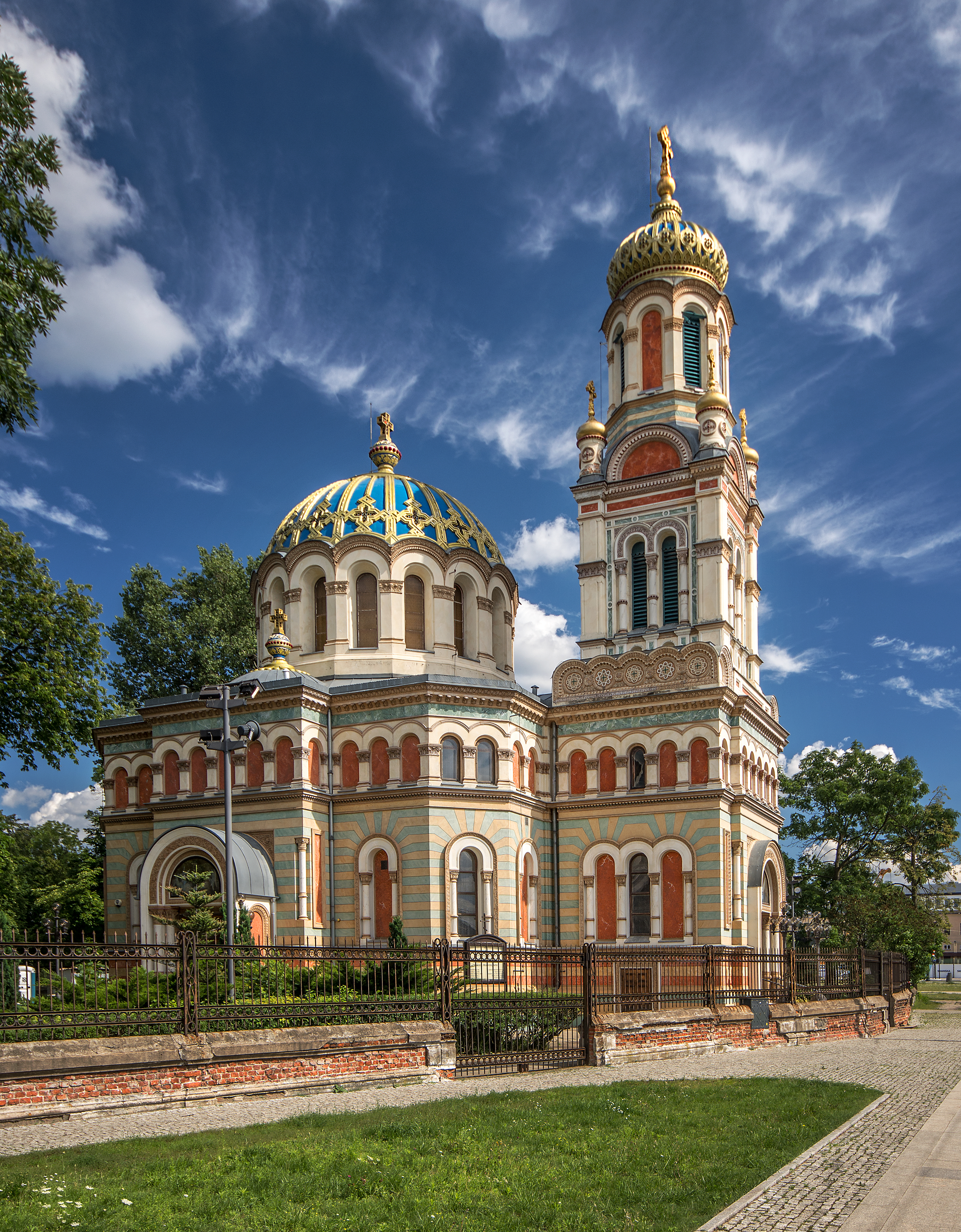
Sobór katedralny św. Aleksandra Newskiego w Łodzi

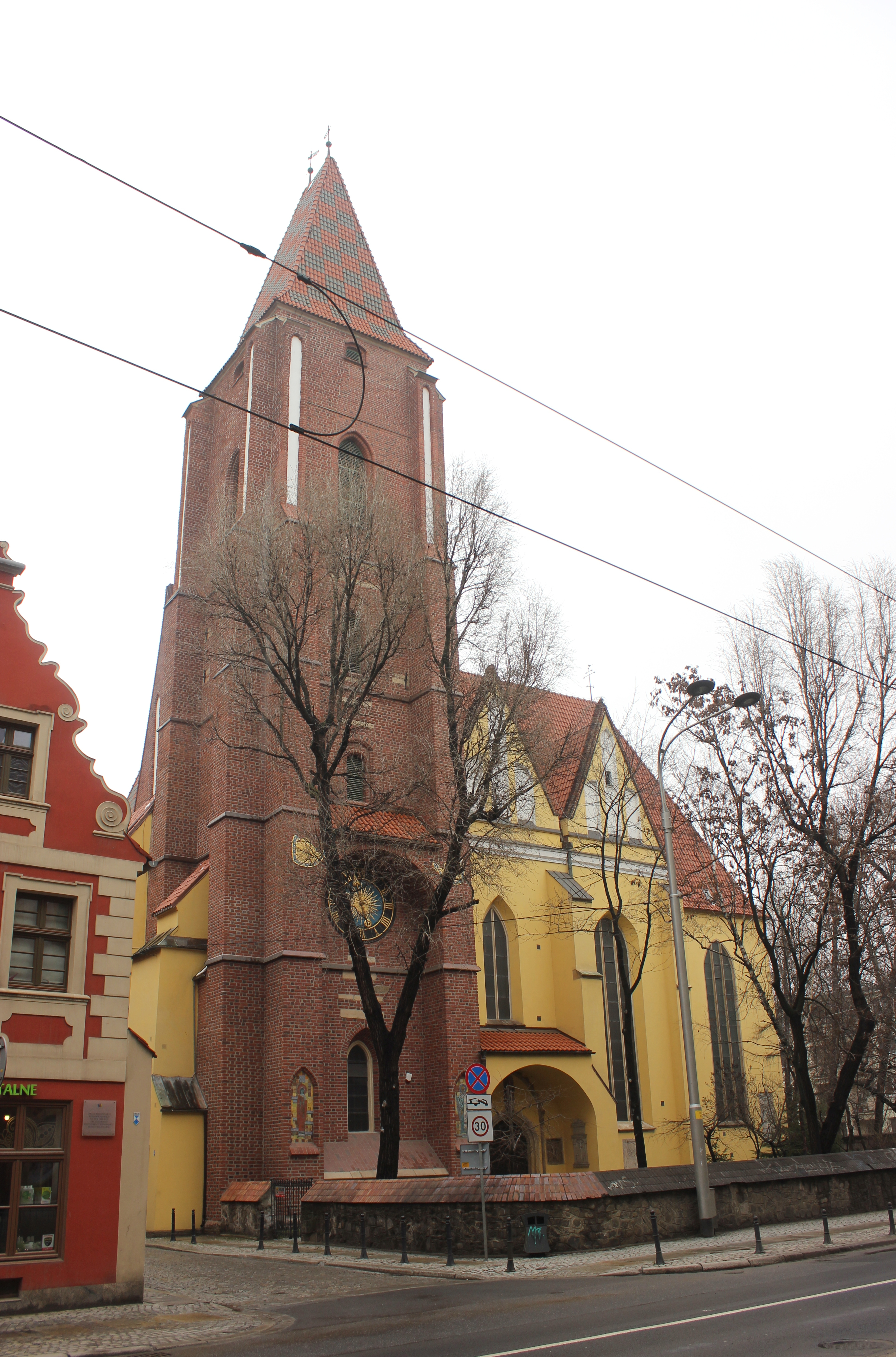
Sobór katedralny Narodzenia Przenajświętszej Bogurodzicy we Wrocławiu

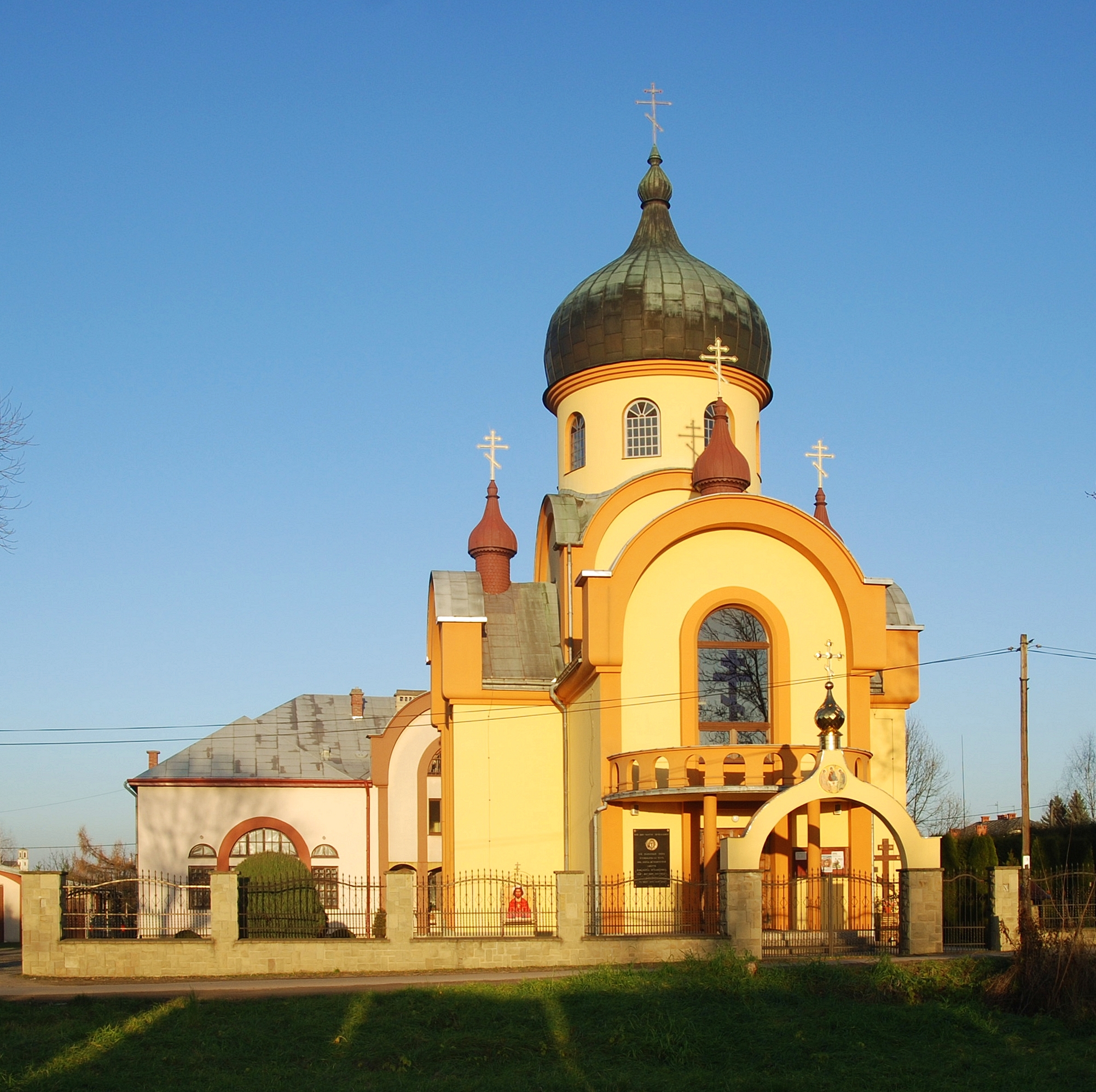
Sobór katedralny Świętej Trójcy w Gorlicach

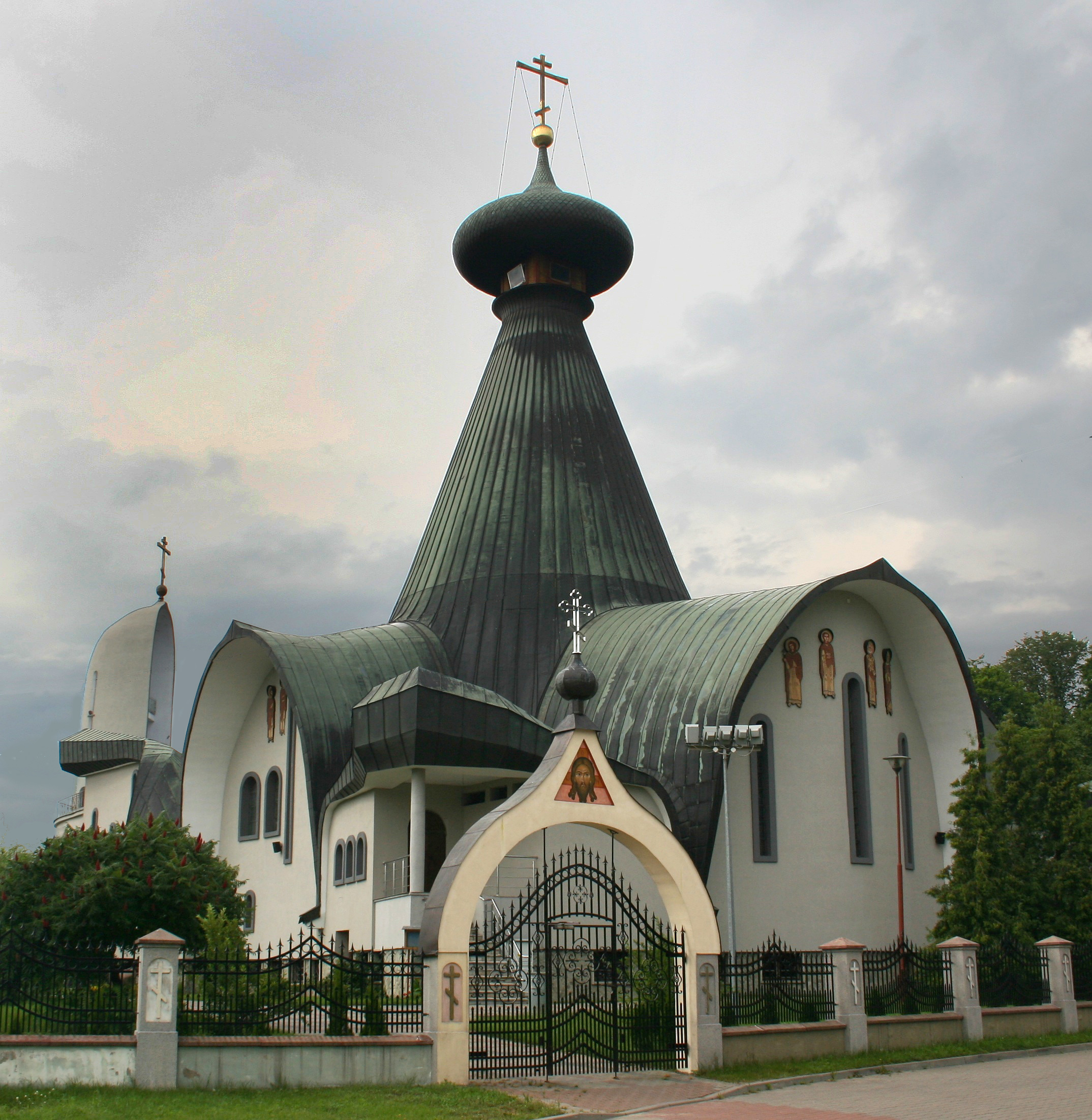
Sobór Świętej Trójcy w Hajnówce

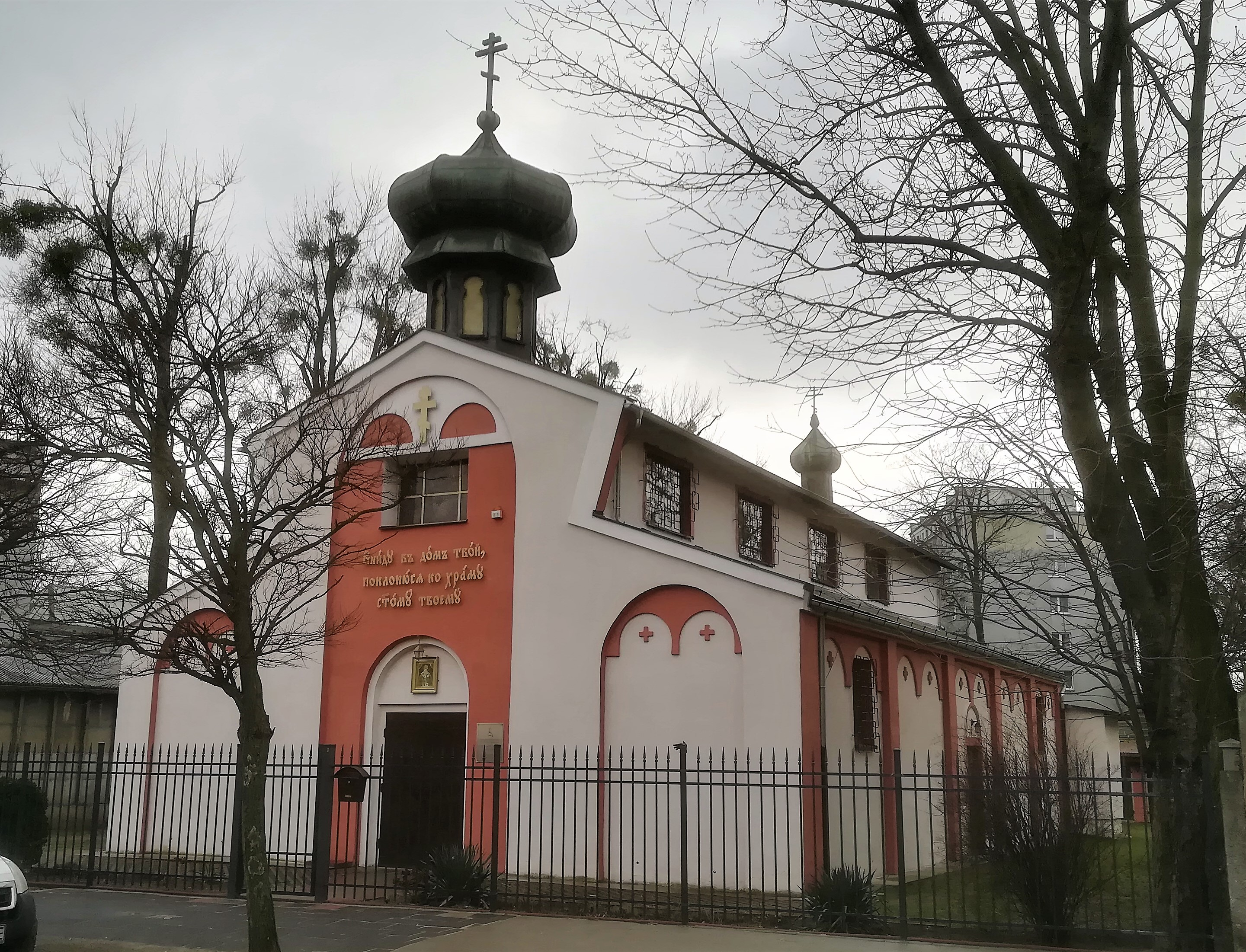
Cerkiew konkatedralna św. Mikołaja w Poznaniu

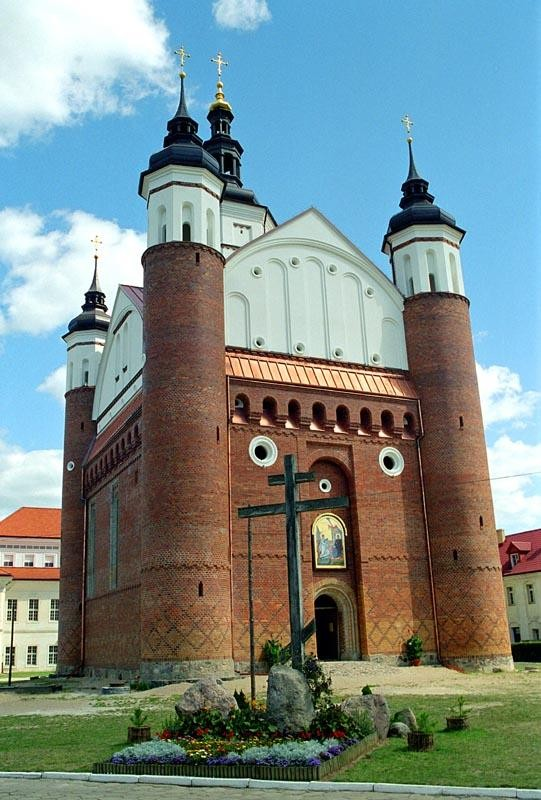
Cerkiew Zwiastowania Przenajświętszej Bogurodzicy w Supraślu

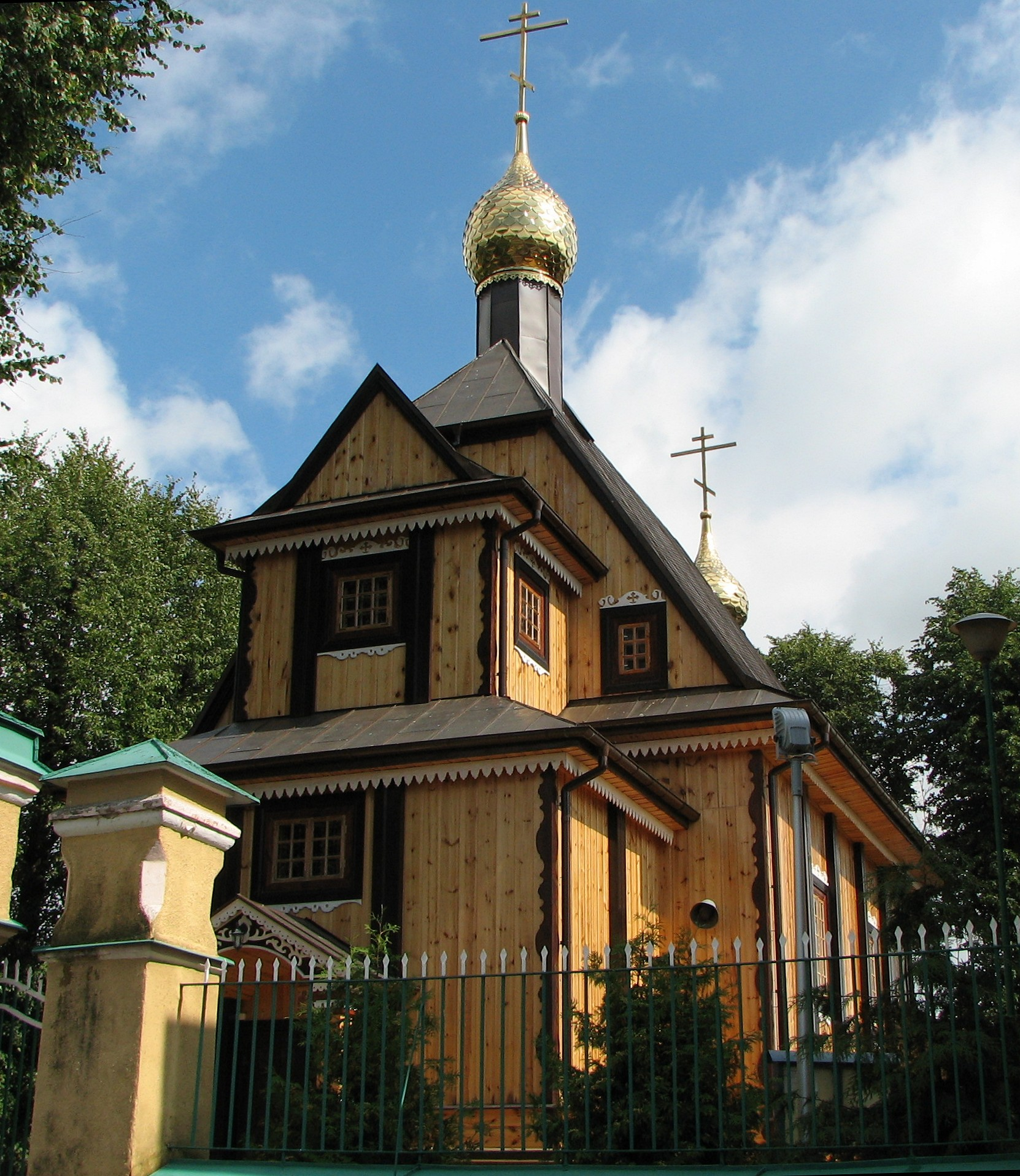
Cerkiew Narodzenia Przenajświętszej Bogurodzicy w Bielsku Podlaskim

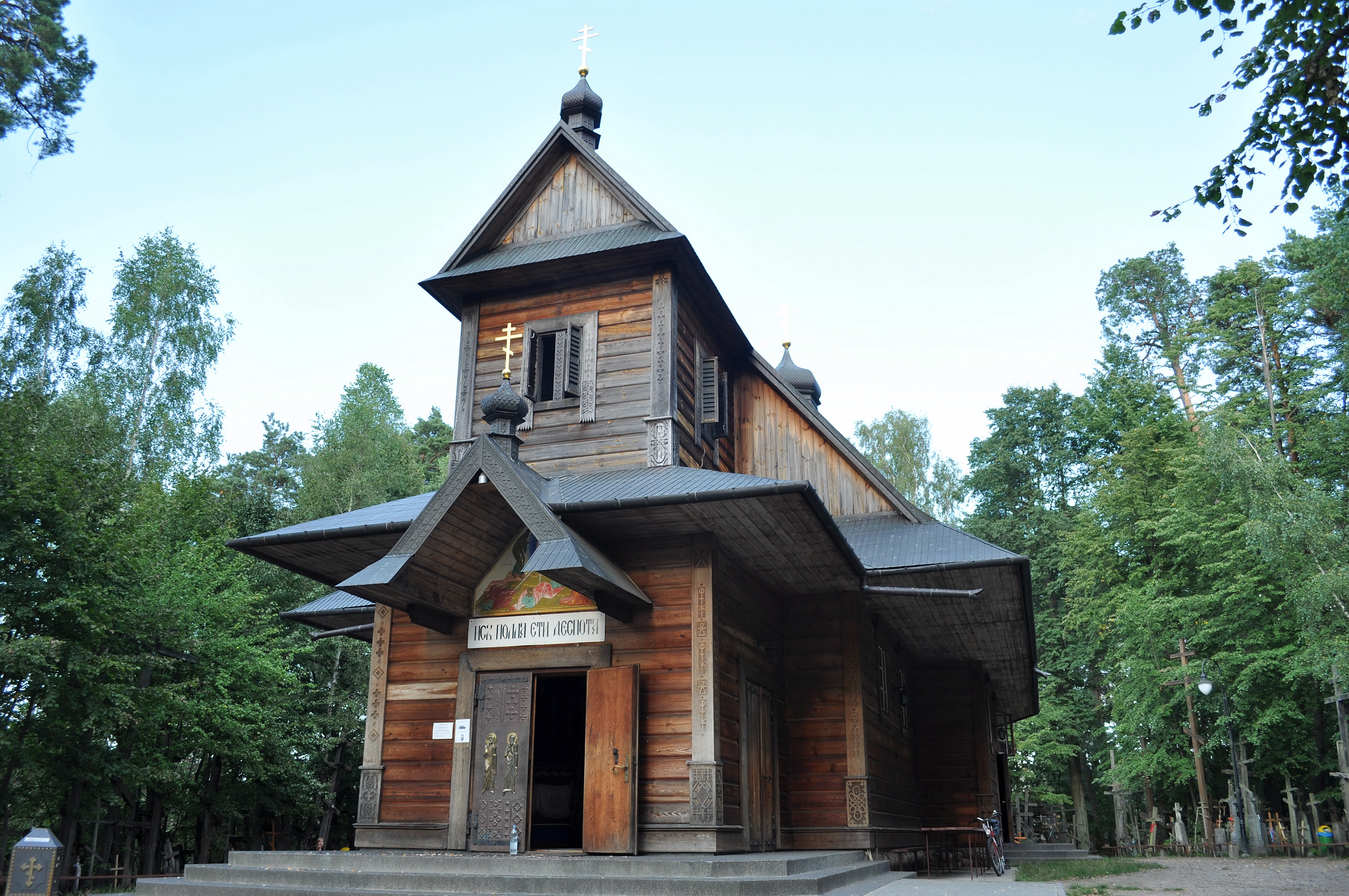
Cerkiew Przemienienia Pańskiego na Górze Grabarce

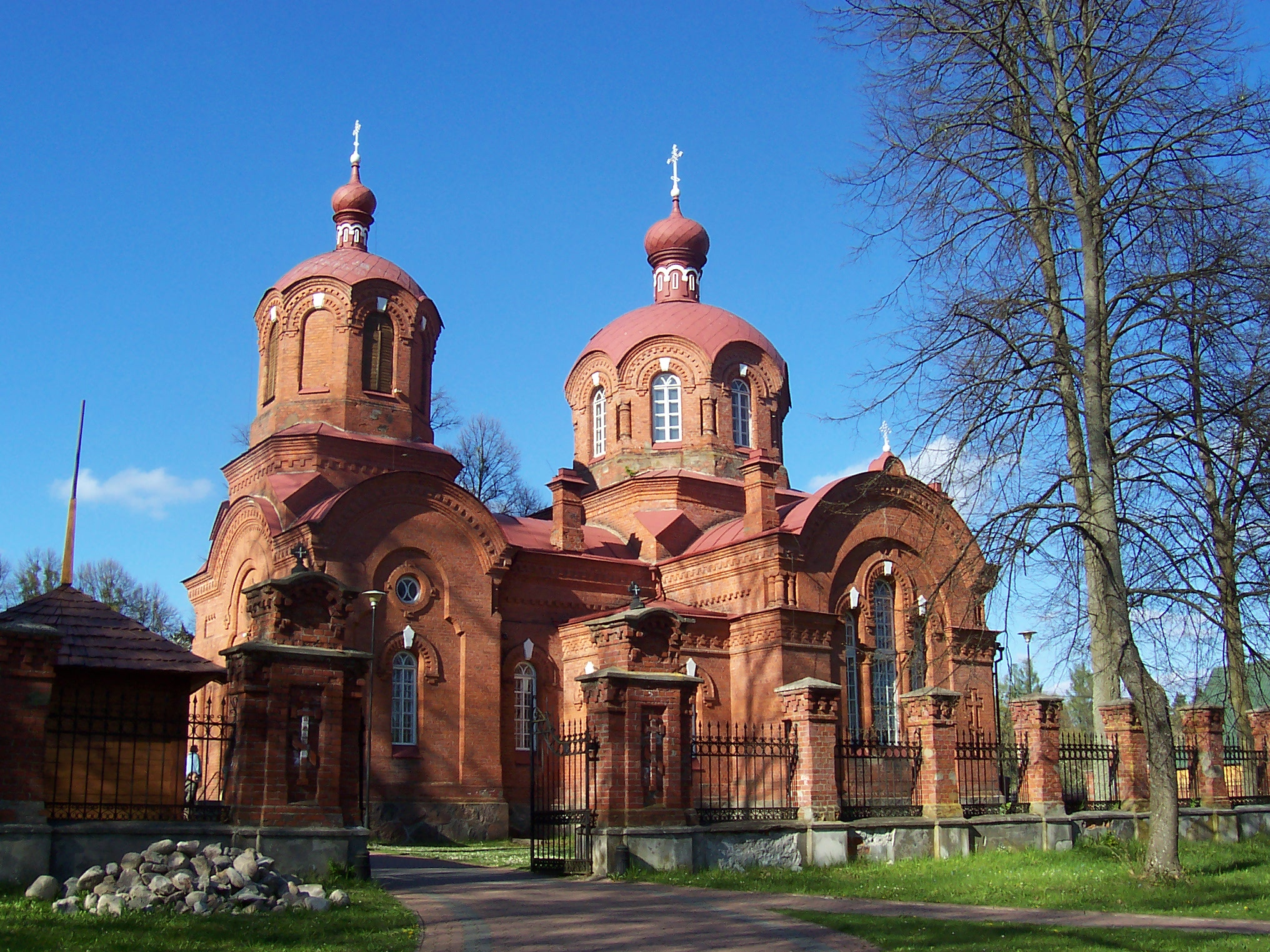
Cerkiew św. Mikołaja w Białowieży

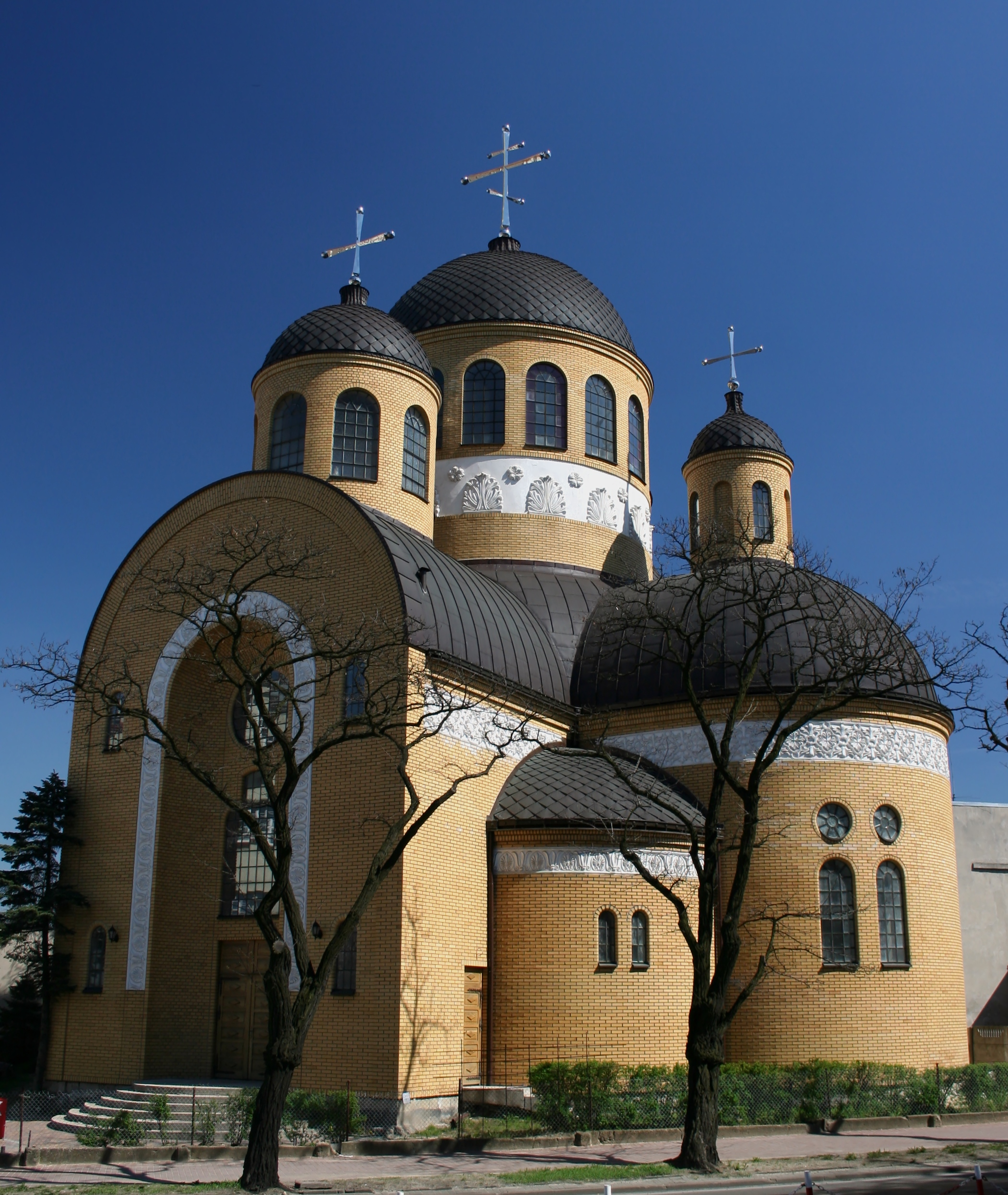
Cerkiew Częstochowskiej Ikony Matki Bożej w Częstochowie

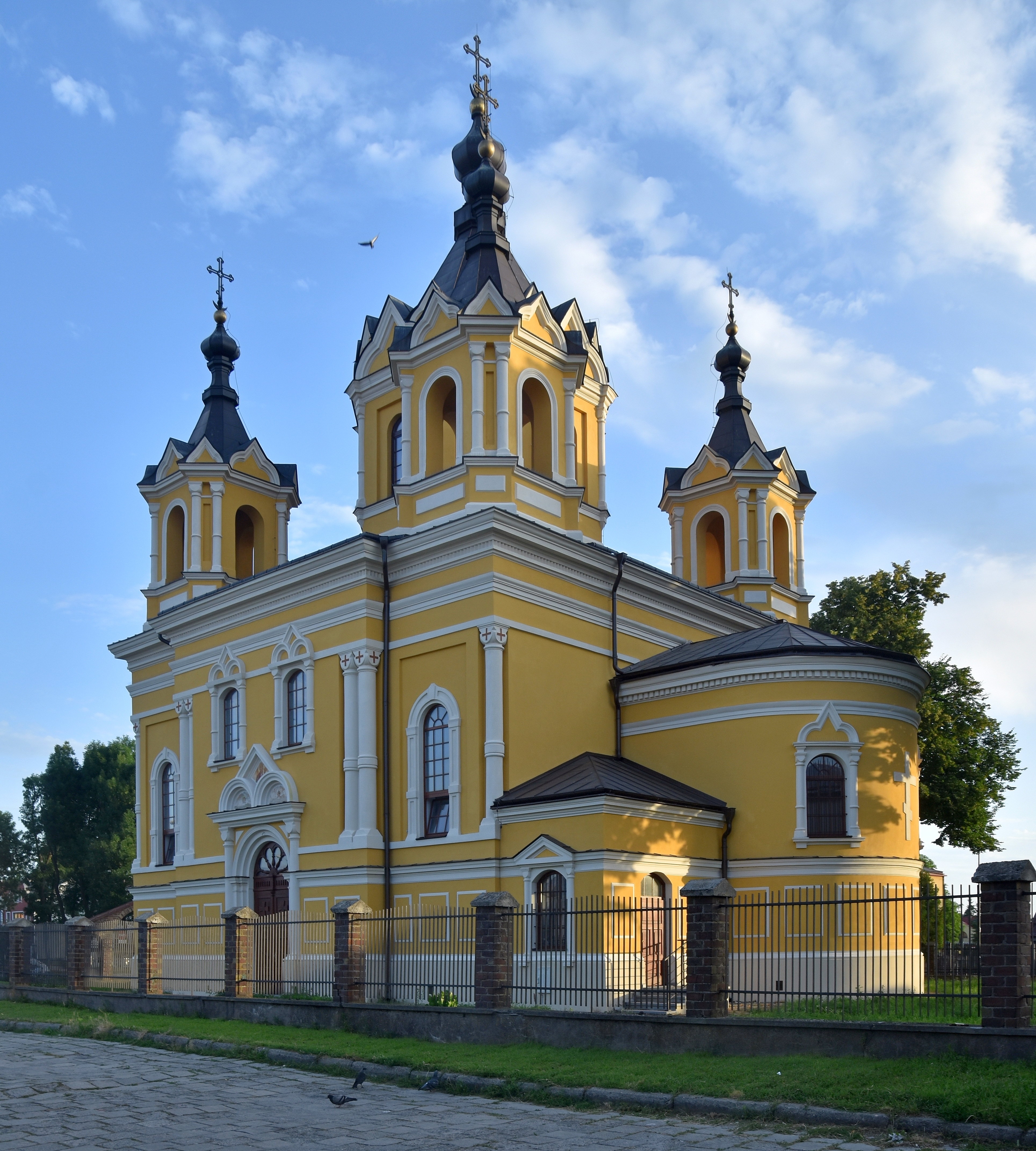
Cerkiew św. Mikołaja w Tomaszowie Lubelskim

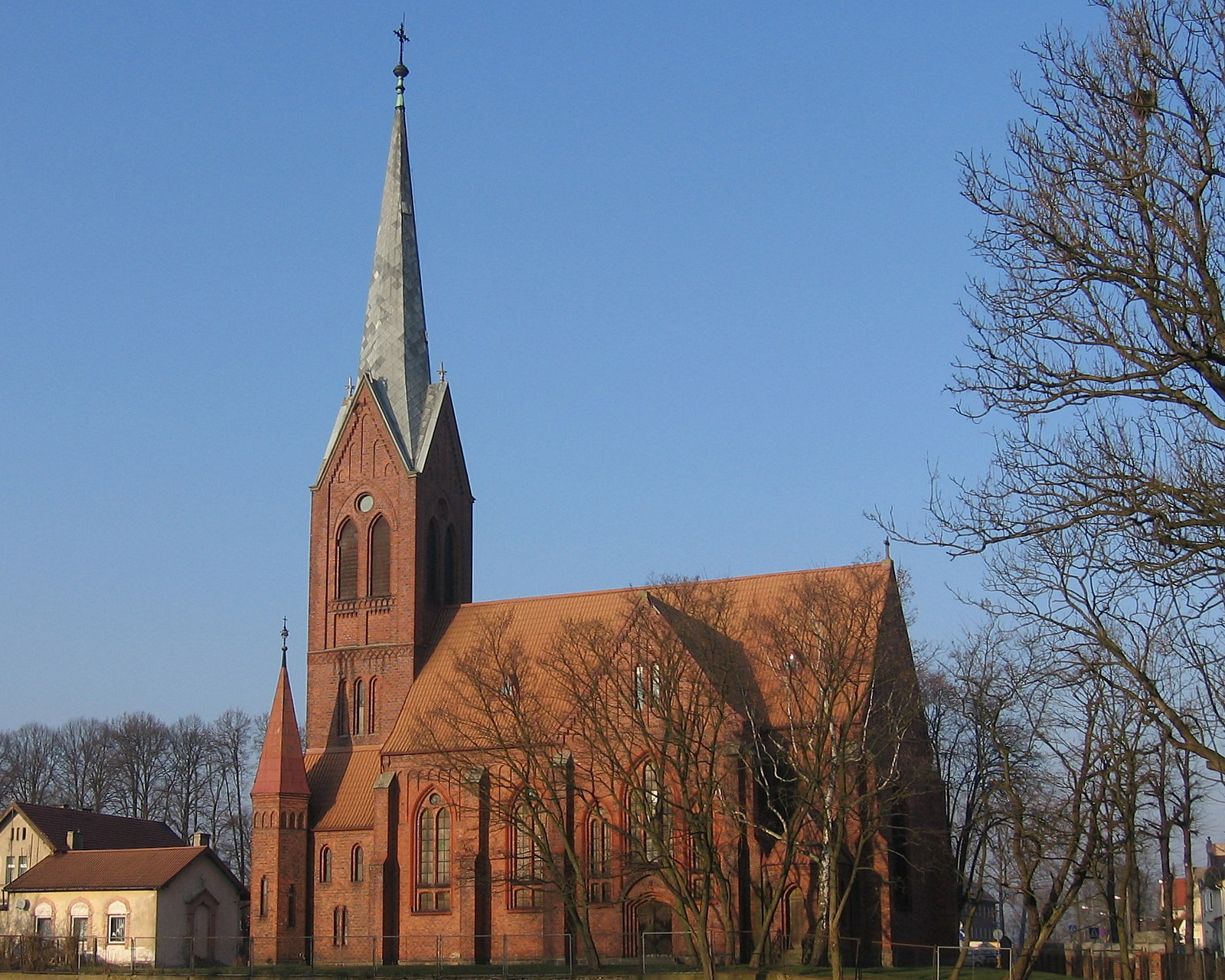
Cerkiew Zaśnięcia Przenajświętszej Bogurodzicy w Gryficach

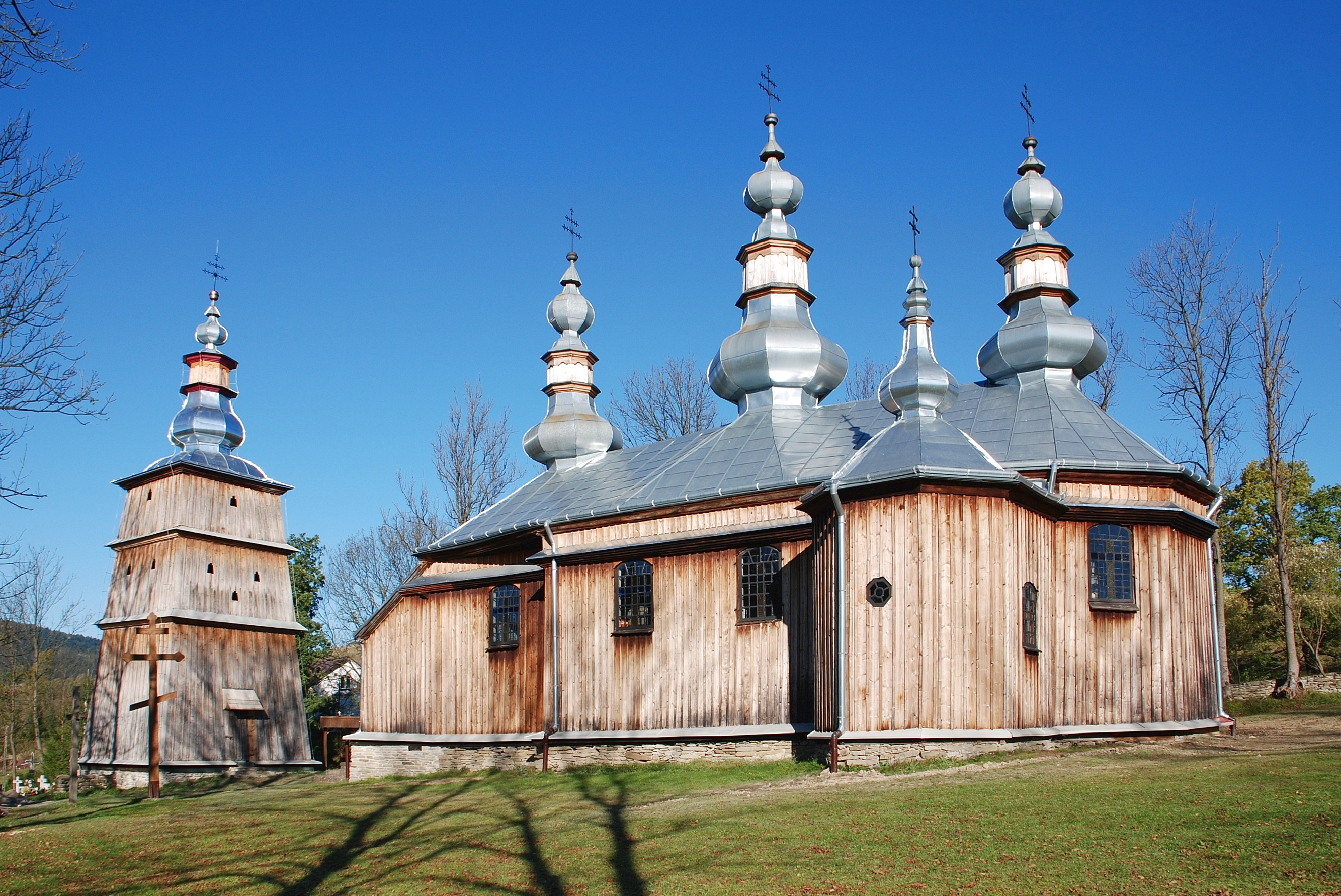
Cerkiew św. Michała Archanioła w Turzańsku

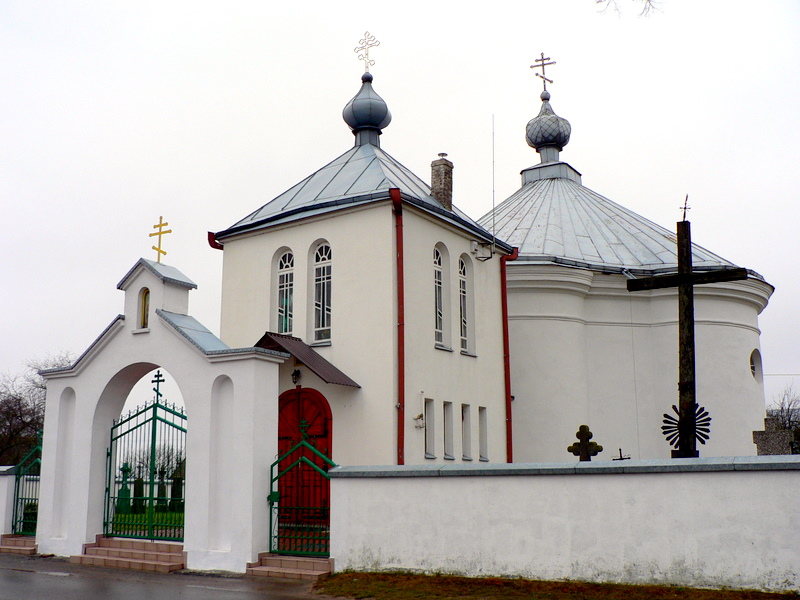
Cerkiew św. Jerzego w Siemianówce

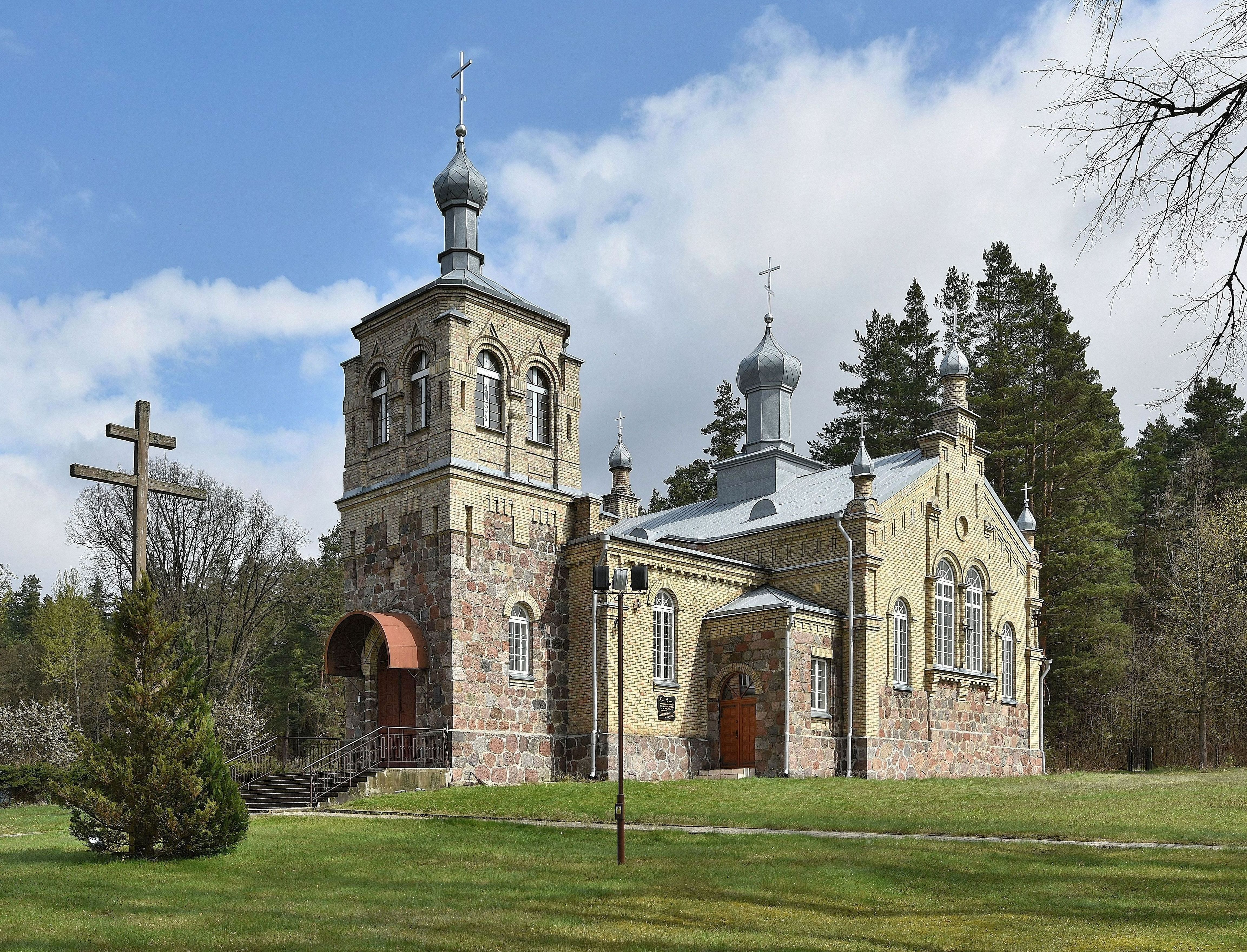
Cerkiew św. Anny w Królowym Moście

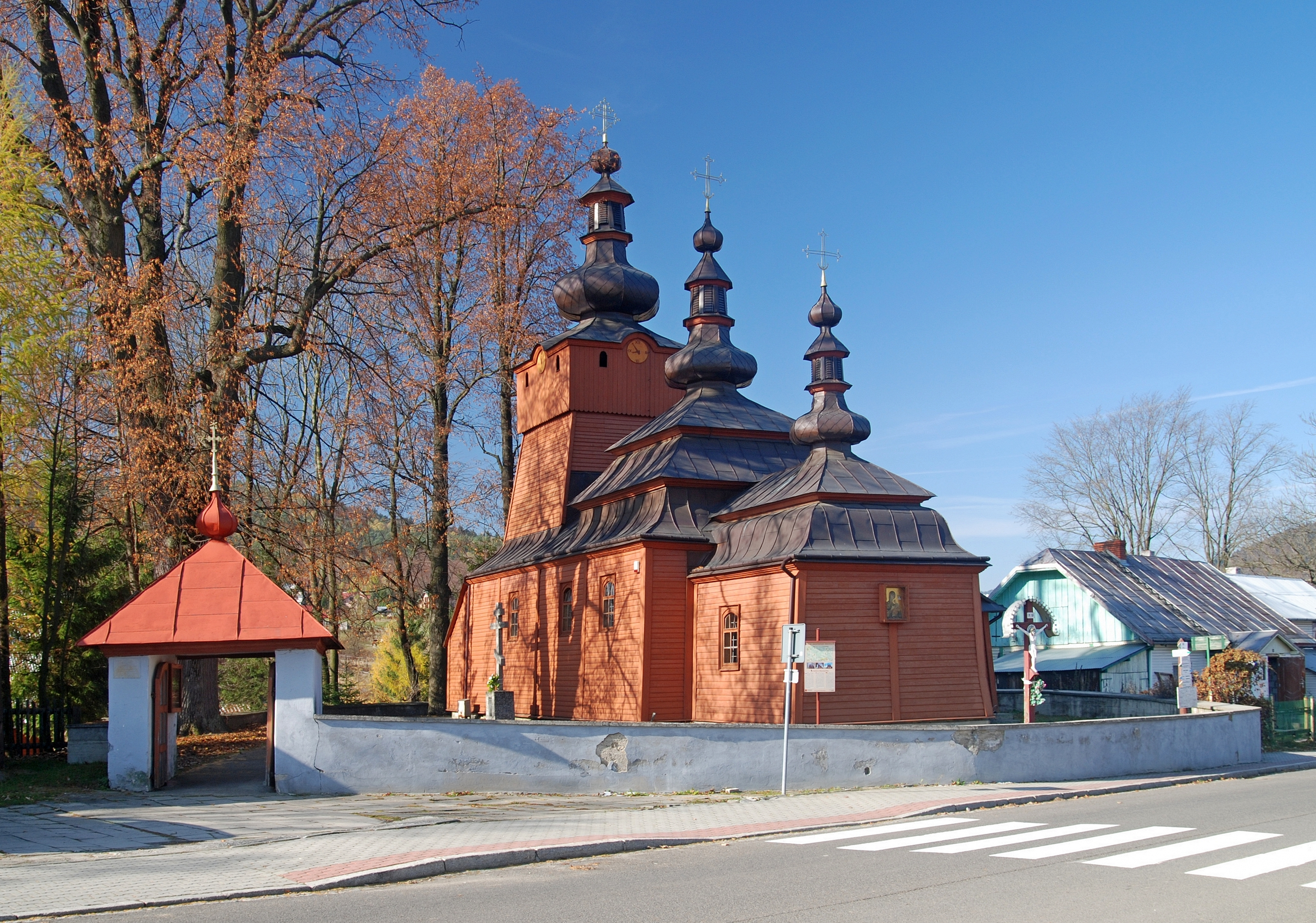
Cerkiew św. Michała Archanioła w Wysowej-Zdroju

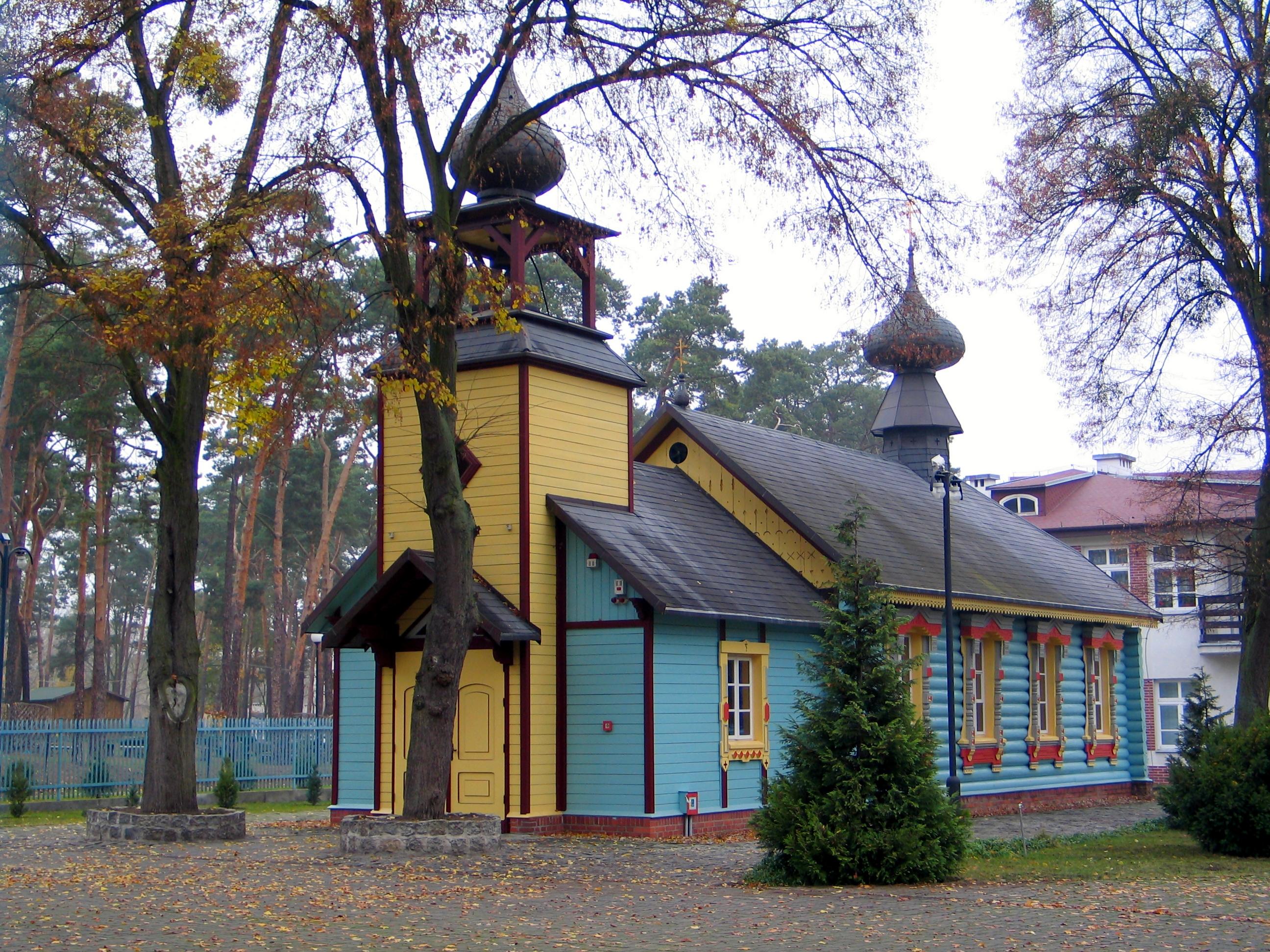
Cerkiew wojskowa św. Michała Archanioła w Ciechocinku

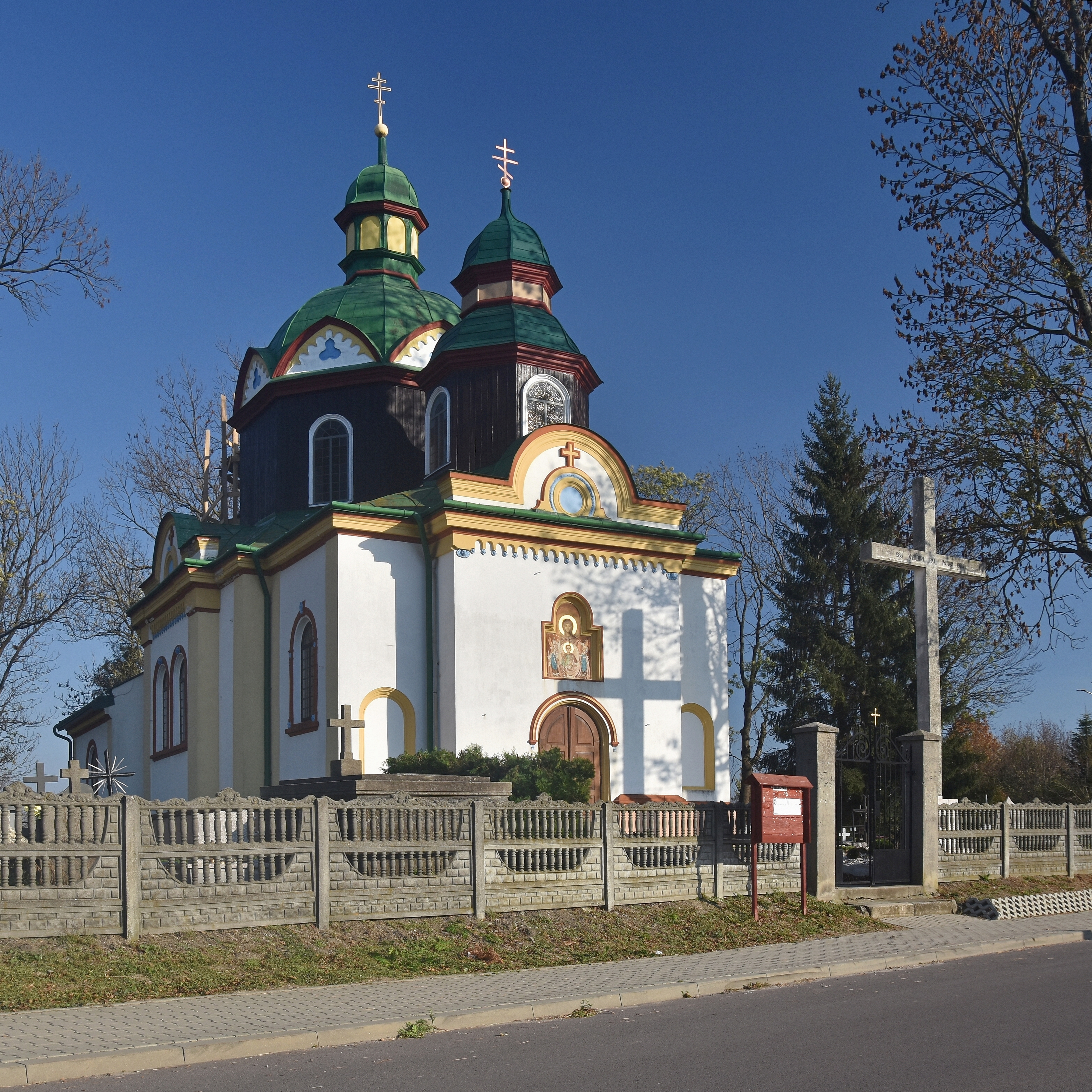
Cerkiew Zaśnięcia Przenajświętszej Bogurodzicy w Przemyślu

Polski Autokefaliczny Kościół Prawosławny – jeden z autokefalicznych, czyli samodzielnych, kanonicznych Kościołów prawosławnych, obejmujący swoją jurysdykcją wszystkie parafie prawosławne na terenie Polski. W dyptychu lokalnych autokefalicznych Cerkwi prawosławnych wymieniany na miejscu 12. według dyptychu greckiego, a na miejscu 13. według dyptychu rosyjskiego. Spowodowane jest to różnymi datami nadania autokefalii przez Konstantynopol i Moskwę. Kościół ten jest drugim pod względem liczebności wyznaniem w Polsce. Opiece PAKP podlega także jedna diecezja prawosławna w Brazylii.
Według danych przekazywanych przez PAKP do GUS, Kościół liczył 503 996 wiernych (stan na koniec 2020). Algorytm zastosowany w czasie spisu powszechnego z 2011 roku ustalił liczbę wiernych Polskiego Autokefalicznego Kościoła Prawosławnego na 156,3 tysiąca osób.

## Chrześcijaństwo wschodnie na ziemiach polskich
Kwestia obecności misji metodiańskiej w Polsce była zagadnieniem kontrowersyjnym wśród historyków; według Karoliny Lanckorońskiej chrześcijaństwo wschodnie z obrządkiem słowiańskim istniało na ziemiach polskich już w IX w. Ślady kultu w obrządku słowiańskim znaleziono m.in. w Krakowie, Wiślicy i Przemyślu. O śladach obrządku słowiańskiego ujawnionych dzięki wykopaliskom archeologicznym pisze również Antoni Mironowicz. Dariusz Sikorski twierdzi natomiast, że wykopaliska archeologiczne nie potwierdziły obecności śladów kultu w obrządku słowiańskim, pomimo że dawniej sądzono, że mógł on mieć pewne wpływy w wymienionych wcześniej ośrodkach. Nie wskazują na obecność tego obrządku także źródła pisane, ponieważ wzmianki na ten temat są niejednoznaczne. Za obecnością obrządków słowiańskich na ziemiach polskich wypowiadali się J. Umiński, H. Łowmiański, J. Widajewicz, Z. Dobrzyński, H. Paszkiewicz, M. Bendza, natomiast przeciwnikami tej tezy byli K. Buczek, W. Abraham, T. Lehr-Spławiński, J. Dowiat, T. Silnicki, W. Korba, G. Labuda i S. Szczur. Mironowicz zaznacza przy tym, że koncepcja funkcjonowania i upadku metropolii słowiańskiej w Krakowie nie jest oparta na jednoznacznych przekazach źródłowych i stanowi jedynie hipotezę.
Jeśli nawet taki obrządek, pozostający pod wpływem cywilizacji bizantyjskiej z liturgią słowiańską i pismem cyrylickim, funkcjonował dzięki wpływom z terenu Wielkich Moraw, to już za Bolesława Chrobrego musiał być formą szczątkową z powodu przyjęcia chrześcijaństwa ze strony Czech, gdy Polska znalazła się w sferze cywilizacji łacińskiej.

## Historia prawosławia w Polsce

### Średniowiecze
Chrystianizacja ziem położonych w rejonie środkowego Bugu została dokonana w tradycji bizantyńskiej jeszcze przed wielką schizmą wschodnią (1054). Nastąpiło to po przyjęciu chrześcijaństwa przez Włodzimierza Wielkiego (988) i w następstwie przez jego państwo, Ruś Kijowską. Tworzenie zrębów sieci parafialnej trwało tu przez XI i XII w. Rozwój ten uległ intensyfikacji po powstaniu diecezji prawosławnej we Włodzimierzu. Dalszy rozwój chrześcijaństwa wschodniego nastąpił po wejściu obszaru Pobuża w skład Księstwa Halicko-Wołyńskiego. W końcu lat trzydziestych XIII w. książę Daniel Romanowicz przeniósł biskupstwo prawosławne do Chełma. Diecezja ta wchodziła w skład metropolii kijowskiej, podległej patriarsze Konstantynopola.
W 1370 istniały trzy metropolie prawosławne: w Kijowie, Nowogródku i Haliczu, natomiast siedziby biskupów w Turowie, Chełmie, Włodzimierzu, Łucku i Przemyślu.
Sytuację Kościoła prawosławnego zmieniło dostanie się ziem ruskich pod panowanie Polski i Litwy, a później – wspólnego państwa polsko-litewskiego (Rzeczpospolita Obojga Narodów). Mimo różnych ograniczeń prawnych Kościołowi prawosławnemu udało się utrzymać względną stabilność. W drugiej połowie XVI wieku metropolia znajdowała się w Kijowie, natomiast siedziby biskupów w Połocku, Smoleńsku, Turowie, Czernihowie, Chełmie, Włodzimierzu, Łucku, Przemyślu i Lwowie.

### Prawosławie w I Rzeczypospolitej

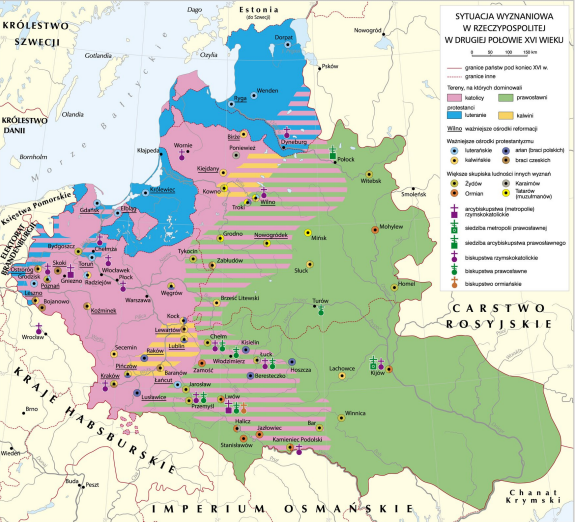
Sytuacja wyznaniowa w I Rzeczypospolitej w drugiej połowie XVI wieku przed zawarciem unii brzeskiej

W dniu 25 lutego 1585 roku król Stefan Batory potwierdził przywileje dotyczące wolności i praw cerkwi prawosławnej w metropolii kijowskiej. W 1589 Moskwa stała się siedzibą patriarchatu, który zamierzał rozciągnąć swoją zwierzchność na biskupów prawosławnych Rzeczypospolitej. Unia kościelna miała stanowić zaporę dla tych aspiracji. W 1596 na soborze w Brześciu, pod wpływem polskich władz dążących do zminimalizowania znaczenia i obecności prawosławia w Rzeczypospolitej, większość prawosławnych hierarchów ogłosiła unię z Kościołem rzymskokatolickim. Książę Konstanty Wasyl Ostrogski podtrzymywał kozackie powstanie Nalewajki, by uniemożliwić ratyfikację unii brzeskiej. Choć większość wiernych i duchowieństwa na Rusi pozostała przy prawosławiu, to unia brzeska zyskała wielu zwolenników na ziemiach Wielkiego Księstwa Litewskiego i oznaczała faktyczną delegalizację Kościoła prawosławnego w Rzeczypospolitej. Kilka kolejnych dziesięcioleci XVII w. to okres mniej lub bardziej nasilonych prześladowań Cerkwi i walki prawosławnych o swe prawa. Presja i naciski okazały się jednak tak silne, że kolejne parafie i monastery odchodziły od swej wiary.
Dzięki zbrojnej ochronie kozaków zaporoskich hetmana Piotra Konaszewicza-Sahajdacznego w latach 1620–1621, wracający z Moskwy patriarcha jerozolimski Teofan wskrzesił wyższą hierarchię prawosławną w Wielkim Księstwie Litewskim i na ziemiach ruskich Korony, wyświęcając nowego metropolitę kijowskiego Hioba. Akt ten nie został uznany przez Rzeczpospolitą. Sytuacja nowego metropolity uległa pogorszeniu po zabójstwie przez tłum prawosławnych mieszczan w Witebsku w 1623 unickiego metropolity połockiego Jozafata Kuncewicza, gdy jako moralnych winowajców zbrodni wskazywano metropolitę kijowskiego i arcybiskupa połockiego Melecjusza Smotryckiego. Metropolita Hiob za pośrednictwem władyki łucko-ostrogskiego Izaaka Boryskowicza prosił cara Michała I Romanowa o wzięcie pod swoją protekcję ludności prawosławnej Rzeczypospolitej. Hiob w 1624 zwrócił się do cara: modlimy się do sławnego carstwa twego, żebyś nas zechciał wziąć pod skrzydła twej wielkiej potęgi.
Zmiana nastąpiła 14 listopada 1632, gdy w pacta conventa zaprzysiężonych przez Władysława IV Wazę uznana została hierarchia prawosławna jako równa unickiej.
W 1648 wybuchło powstanie Chmielnickiego, które między innymi wśród postulatów głosiło równouprawnienie hierarchii prawosławnej w Rzeczypospolitej i ograniczenie wpływów kościoła unickiego.
W 1676, wskutek utrzymującego się napięcia w stosunkach polsko-tureckich, Sejm uchwalił na wniosek Jana III Sobieskiego konstytucję zakazującą prawosławnym z terenu Rzeczypospolitej kontaktowania się z patriarchatem w Konstantynopolu. Po śmierci nastawionego antymoskiewsko metropolity kijowskiego Józefa Tukalskiego jego następca (Gedeon (Czetwertyński)) udał się po błogosławieństwo patriarsze i zatwierdzenie wyboru do Moskwy (1685). Wydarzenie to uważane jest za oficjalne przejęcie przez patriarchat moskiewski zwierzchnictwa nad Cerkwią w Rzeczypospolitej. Patriarchat ekumeniczny oficjalnie potwierdził je rok później. Traktat Grzymułtowskiego z 1686 r. poddał duchowieństwo prawosławne w Polsce zwierzchnictwu patriarchatu moskiewskiego. Prorosyjskie poglądy metropolity Gedeona zraziły do niego prawosławną, dotąd zdecydowanie antyunicką Kozaczyznę, i przyczyniły się do przyjęcia unii przez prawosławne eparchie przemyską (1692), lwowską (1700) i łucką (1707). Ostatni biskup prawosławny w Koronie, biskup łucki Dionizy Żabokrzycki, przystąpił do unii w 1702. Dopiero w ostatnich latach przedrozbiorowej Rzeczypospolitej państwo oficjalnie uznało jedną diecezję prawosławną (białoruską z siedzibą w Mohylewie).
Postulat wspierania polskich innowierców znalazł się jako punkt tajny we wszystkich traktatach sojuszniczych rosyjsko-pruskich od 1730.
W 1771 cesarzowa rosyjska Katarzyna II Wielka rozkazała wojskom rosyjskim interweniować na terenie Rzeczypospolitej pod pretekstem obrony prawosławnych współwyznawców na należącej do Polski Kijowszczyźnie i Bracławszczyźnie. W rzeczywistości było to zbrojne wsparcie akcji przejmowania parafii unickich przez protopopów prawosławnych. Perswazją lub przemocą nakłaniali do przyjęcia prawosławia. Po I rozbiorze biskupstwo mohylewskie Konisskiego z około połową ludności prawosławnej Rzeczypospolitej znalazło się w Imperium Rosyjskim. Akcja wizytacji podległych sobie parafii unickich podjęta w 1773 przez biskupa Maksymiliana Ryłłę na Bracławszczyźnie doprowadziła do aresztowania go przez wojsko rosyjskie za „prześladowanie” prawosławnych.
Pod koniec XVIII w. podjęto w Rzeczypospolitej próbę usamodzielnienia cerkwi prawosławnej. Zgromadzeni na kongregacji w Pińsku (zwołanej 15 czerwca 1791) delegaci duchowni i świeccy uchwalili projekt urządzenia Cerkwi w Polsce. Cerkiew, zarządzana przez jednego metropolitę i trzech biskupów, miała być całkowicie niezależna, jedynie w kwestiach dogmatycznych uznająca autorytet patriarchy ekumenicznego. Projekt ten został przedłożony Sejmowi i 21 maja 1792 zatwierdzony jako konstytucja. Wybuch wojny w obronie Konstytucji 3 Maja oraz II i III rozbiór Polski sprawiły, że akt ten nigdy nie wszedł w życie.

### Prawosławie na ziemiach polskich w czasach zaborów
Z początkiem XIX w., kiedy to utworzono Królestwo Kongresowe, połączone unią realną z Imperium Rosyjskim w latach 1815–1832 na zasadzie konstytucji 1815 roku, zmieniły się uwarunkowania polityczne dla prawosławia: poddane unifikacji z Rosyjską Cerkwią Prawosławną zaczyna się odradzać. W 1834 erygowano biskupstwo prawosławne w Warszawie. Polityka unifikacyjna z Cerkwią rosyjską oznaczała zasadniczą zmianę ustroju Kościoła na synodalno-konsystorski. Od lat 20. XIX w. następował powrót unitów do Kościoła prawosławnego. Inicjatorem zjednoczenia unitów z Cerkwią prawosławną na Białorusi i Litwie był arcybiskup Józef Siemaszko. W 1839 władze rosyjskie skasowały unię brzeską w prowincjach zabranych, a w 1874 zmuszono do przejścia na prawosławie wszystkich unitów w Królestwie Polskim. Podczas protestów zginęło co najmniej 23 unitów (w Pratulinie i Drelowie).
Zasadniczo inna sytuacja panowała na obszarze zaboru austriackiego, gdzie Kościół unicki dynamicznie się rozwijał. Do 1700 wszyscy biskupi prawosławni z tego terytorium przyjęli unię. Jednak i na tych ziemiach ostatni monaster prawosławny – Skit Maniawski – przetrwał aż do 1785 i został zlikwidowany na rozkaz cesarza Józefa II.
Ostateczne ukształtowanie się sieci parafii na ziemiach polskich w ramach Rosyjskiego Kościoła Prawosławnego nastąpiło w latach 1863–1915. W centrach wielu miast zbudowano cerkwie, np. najwyższą świątynię Warszawy sobór św. Aleksandra Newskiego, cerkiew w Kaliszu, cerkiew przy obecnym placu Konstytucji 3 Maja w Radomiu, cerkiew w Siedlcach, rozbudowano cerkiew Wszystkich Świętych w Piotrkowie Trybunalskim. Okres I wojny światowej to dla Kościoła prawosławnego na ziemiach polskich czas bieżeństwa. Mianem tym określa się wielki exodus ludności prawosławnej w głąb Imperium Rosyjskiego, związany z działaniami I wojny światowej. W latach 1915–1917 na terenach objętych uchodźstwem Cerkiew prawosławna praktycznie nie funkcjonowała.

### Prawosławie w II Rzeczypospolitej
Od momentu odzyskania niepodległości przez Polskę, rządzący krajem dążyli do uniezależnienia się Kościoła prawosławnego w Polsce od patriarchy Moskwy i uzyskania przezeń autokefalii. 12 lutego i 13 kwietnia 1920 przedstawiciele Ministerstwa Wyznań Religijnych i Oświecenia Publicznego konsultowali się z prof. Władysławem Abrahamem, kanonistą z Uniwersytetu Lwowskiego w sprawie możliwego porozumienia z biskupami prawosławnymi, w których jurysdykcji pozostawały ziemie polskie. Konferencje te zdecydowały, że kontaktowanie się z biskupami jest przedwczesne z powodu płynności wschodniej granicy kraju. Zgodzono się jednak na konieczność szybkiego uniezależnienia polskiego prawosławia od prawosławia rosyjskiego. W tym okresie, w związku z powrotami duchownych z bieżeństwa (wygnania), hierarchia prawosławna na ziemiach polskich zaczynała dopiero się organizować. Władze polskie w 1920 wydały biskupowi białostockiemu Włodzimierzowi (Tichonickiemu) zezwolenie na objęcie również godności locum tenens eparchii grodzieńskiej oraz warszawskiej. Cofnęły jednak tę decyzję (w odniesieniu do eparchii warszawskiej), gdy zorientowały się w prorosyjskich poglądach biskupa. Zastąpił go przybyły z Rzymu arcybiskup miński i turowski Jerzy (Jaroszewski), przychylnie odnoszący się do ewentualnej autokefalizacji Kościoła prawosławnego w Polsce. Dołączył on do biskupów, którzy nie udali się na bieżeństwo, bądź zdążyli z niego wrócić: biskupa krzemienieckiego Dionizego, pińsko-nowogrodzkiego Pantelejmona, bielskiego Sergiusza oraz białostockiego i grodzieńskiego Włodzimierza. Zdania w kwestii autokefalii były wśród nich podzielone. Wszyscy biskupi byli narodowości rosyjskiej, w związku z tym – nie licząc metropolity Jerzego – tylko Dionizy i Pantelejmon przychylnie odnieśli się do koncepcji autokefalizacji. Stąd dalsze kontakty rządowe były utrzymywane tylko z nimi, z pominięciem pozostałej grupy hierarchów. 16 września 1921 biskupi uznali metropolitę Jerzego za swojego zwierzchnika i zobowiązali się do podjęcia starań na rzecz uzyskania autokefalii od patriarchy Moskwy, zgodnie z prawem kanonicznym. Mimo tego arcybiskup wileński i litewski Eleuteriusz (Bogojawlenski) osobiście sprzeciwiał się decyzjom metropolity Jerzego w tej sprawie, odmawiał wymieniania jego imienia w czasie nabożeństw, jak również propagował w swojej diecezji opór wobec postanowień metropolity.
Na 14 października 1921 planowany był zjazd wszystkich biskupów, który miał ostatecznie ustalić kierunek działania władzy świeckiej i kościelnej w sprawie autokefalii. Nie doszedł on jednak do skutku z powodu nieprzybycia hierarchów nieprzychylnych usamodzielnieniu się Kościoła prawosławnego w Polsce, Włodzimierza i Pantelejmona, który zmienił swoje dotychczasowe stanowisko w tej sprawie. Dopiero w styczniu roku następnego zebrał się sobór biskupów w pełnym składzie, jednak przeprowadzona na nim dyskusja nie popchnęła naprzód kwestii przyszłej pozycji Kościoła. Mimo tego Ministerstwo Wyznań Religijnych i Oświecenia Publicznego wprowadziło Tymczasowe przepisy o stosunku rządu do Kościoła prawosławnego w Polsce na mocy zarządzenia, bez zgody wszystkich biskupów i nie wskazując w ogóle na pozycję Kościoła w stosunku do innych struktur prawosławnych.
Patriarcha Moskwy Tichon był zdecydowanie przeciwny autokefalizacji Kościoła w Polsce. Zdaniem Papierzyńskiej-Turek pragnął on za wszelką cenę utrzymać Rosyjski Kościół Prawosławny w przedrewolucyjnym kształcie, mimo zmian na mapie politycznej. Mimo tego 15 września 1921 zgodził się na nadanie arcybiskupowi Jerzemu tytułu Egzarchy Patriarszego Kościoła Prawosławnego w Państwie Polskiem, zaś w styczniu roku następnego – na podniesienie go do godności metropolity, zezwalając na szeroką autonomię podległych mu struktur i odstępując od starań o przyjazd do Polski wyznaczonego wcześniej na katedrę warszawską arcybiskupa Serafima (Cziczagowa). Jednak Synod Biskupów Rosyjskiego Kościoła Prawosławnego przesłał również do MWRiOP projekt statutu przyszłego Kościoła w Polsce, zachowującego podległość prawosławia w Polsce wobec Moskwy. W późniejszej korespondencji z metropolitą Jerzym i w rozmowach z posłem polskim w Moskwie patriarcha Tichon twierdził, że autokefalizacja prawosławia polskiego nie jest niemożliwa. Trudnością miał być jedynie brak warunków dla zwołania soboru biskupów Kościoła Rosyjskiego, który miałby ją nadać. W rezultacie polski rząd stwierdził brak dobrej woli patriarchy. Tichonowi przypisywano również – na podstawie prasy emigracyjnych organizacji rosyjskich – wypowiedź, w której swoje wahania w sprawie autokefalii uzasadniał specyficzną strukturą narodowościową ewentualnego przyszłego Kościoła. Tichon wiedział bowiem, że Polacy byli w większości członkami Kościoła katolickiego, zaś wiernymi Kościoła prawosławnego zostałyby głównie wschodniosłowiańskie mniejszości narodowe.
Prawosławie było drugim co do wielkości wyznaniem w kraju. Większość prawosławni stanowili w województwach poleskim (77%), wołyńskim (70%) i nowogródzkim (51%). Politykę wyznaniową II RP cechowała jednak głęboka nieufność wobec prawosławia, które traktowano jako dawną instytucję zaborczą. Z inicjatywy władz państwowych Kościół prawosławny w Polsce rozpoczął starania o autokefalię, która została mu udzielona przez Patriarchat Konstantynopolitański 13 listopada 1924. Patriarchat Moskiewski nie uznał tej autokefalii, jego zdaniem ogłoszonej z naruszeniem zasad kanonicznych. Jerzy (metropolita warszawski i całej Polski) został w 1923 zamordowany przez przeciwnika autokefalii archimandrytę Smaragda (Łatyszenkę) jako protest przeciw dążeniom metropolity do autokefalii Kościoła prawosławnego w Polsce. Jego następcą został Dionizy. Rozebrano monumentalne cerkwie w Warszawie i Kaliszu, natomiast cerkwie w Radomiu i Siedlcach przebudowano na rzymskokatolickie kościoły garnizonowe. Przy Uniwersytecie Warszawskim działało od 1925 Studium Teologii Prawosławnej.
W 1926 starokatolicki duchowny ks. Andrzej Huszno konwertował wraz ze swoją parafią w Dąbrowie Górniczej na prawosławie, zakładając Polski Narodowy Kościół Prawosławny – Kościół autonomiczny w ramach PAKP. Dołączyło do niego kilka parafii, liczba wiernych należących do Polskiego Narodowego Kościoła Prawosławnego wynosiła ok. 1500 osób. Wierni wyznawali prawosławną teologię, ale zachowali liturgię łacińską. Nabożeństwa były sprawowane w języku polskim. Polski Narodowy Kościół Prawosławny zanikł po rozpoczęciu II wojny światowej.
Ograniczanie wpływów Kościoła prawosławnego przybierało w II Rzeczypospolitej formę różnorodnych szykan administracyjnych. W okresie międzywojennym miały miejsce trzy fale rewindykacji świątyń prawosławnych, które były niszczone lub przekazywane Kościołowi rzymskokatolickiemu, propagującemu jednocześnie działalność neounijną. Argumentowano to czasem tym, że niektóre z tych świątyń były wcześniej kościołami katolickimi. W latach 1918–1939 Kościół prawosławny stracił około 500 cerkwi. Z tej liczby na kościoły katolickie wyświęcono 137 świątyń, 104 zamknięto, a – w samym tylko okresie od maja do lipca 1938 – 91 (127) zburzono.
W okresie międzywojennym żołnierze prawosławni stanowili jedną siódmą Wojska Polskiego.

### Okres II wojny światowej
Po rozpoczęciu II wojny światowej i podbiciu Polski przez III Rzeszę, 27 listopada 1939 władze nazistowskie odsunęły metropolitę Dionizego od zarządzania Cerkwią i uwięziły w areszcie domowym w Otwocku. Powodem była odezwa metropolity sprzeciwiająca się okupacji niemieckiej. W tym czasie okupant podporządkował Cerkiew kierownictwu zagranicznego biskupa Serafima (Lade) z Berlina. 23 września 1940 odzyskał wolność i swe prawa, ale po podpisaniu zobowiązania o lojalności Generalnemu Gubernatorstwu. Dzięki temu jeszcze w czasie wojny wyświęcił dwóch biskupów. Pobłogosławił utworzenie Ukraińskiej Prawosławnej Cerkwi na Wołyniu za co po wojnie uznawano go za kolaboranta. Pod okupacją niemiecką działały seminaria prawosławne w Warszawie (1942–1944) i w Chełmie (1943–1944). 1 sierpnia 1944 Niemcy rozstrzelali koło soboru w Warszawie kilkunastu studentów Prawosławnego Seminarium Duchownego i pracowników internatu.
We wrześniu 1939 naczelny kapelan Wojska Polskiego wyznania prawosławnego płk. Szymon Fedorońko trafił do radzieckiej niewoli i był więziony w obozie w Kozielsku. Zginął w Katyniu. Jego trzech synów zginęło także jako polscy żołnierze, a rodzinę upamiętnia kamień koło soboru w Warszawie. Inny prawosławny duchowny ks. Grzegorz Peradze za działalność konspiracyjną został deportowany do Oświęcimia, gdzie poniósł śmierć w 1942. W II Korpusie służyło 3 kapelanów i 2342 wiernych wyznania prawosławnego, a wielu innych nie otrzymało pozwolenia na opuszczenie ZSRR, gdyż władze radzieckie twierdziły, że są oni obywatelami Związku Radzieckiego. Wielu żołnierzy prawosławnych zginęło pod Lenino i Monte Cassino.

### Prawosławie w Polsce Ludowej
Po II wojnie światowej Kościół prawosławny stanął w obliczu nowych problemów. Poważne skutki miały dla niego zwłaszcza zmiana granic państwowych, powojenne przesiedlenia ludności na mocy układów PKWN z Ukraińską i Białoruską SRR, a także skutki związane z akcją „Wisła”. Niemal całkowicie wysiedlono wtedy ze środkowo- i południowo-wschodnich obszarów państwa ludność prawosławną. Liczbę ludności prawosławnej wywiezionej z Chełmszczyzny i południowego Podlasia, ocenia się na około 35–40 tys. osób, zaś z Łemkowszczyzny kilka tysięcy.
Pod koniec 1944 roku arcybiskup miński Bazyli w Bielsku Podlaskim podjął próbę zorganizowania miejscowych struktur Rosyjskiego Kościoła Prawosławnego; wydarzenia te określane są mianem „schizmy białostockiej”. 12 lutego 1945 patriarcha moskiewski Aleksy I usankcjonował przejęcie przez swoją Cerkiew zwierzchnictwa nad prawosławną społecznością regionu białostockiego, do kierowania Diecezjalnym Zarządem Prawosławnym wyznaczając ks. Mikołaja Wincukiewicza. Rząd w Warszawie dążył natomiast do zachowania jednolitej dla całego kraju administracji cerkiewnej pod przewodnictwem Tymoteusza. 19 lutego 1946 miało miejsce zebranie duchownych z powiatu bielskiego, którego uczestnicy ogłosili deklarację lojalności wobec państwa polskiego i uznali zwierzchnictwo Tymoteusza. Przejmowanie przez polską Cerkiew kontroli nad wszystkimi parafiami na obszarze dotkniętym schizmą trwało do maja włącznie.
Kościół prawosławny odczuł też zaostrzenie polityki wyznaniowej po 1948, kiedy ówczesny metropolita Dionizy został uwięziony. 22 czerwca 1948 Kościół prawosławny w Polsce otrzymał autokefalię od Patriarchatu Moskiewskiego, co związane było z koniecznością zrzeczenia się autokefalii otrzymanej od Patriarchatu Konstantynopola w 1924.
W 1951 na czele Cerkwi stanął skierowany do Polski bp Makary. Prawdopodobnie był on współpracownikiem KGB walnie przyczyniając się do likwidacji struktur Kościoła greckokatolickiego na Ukrainie, co było akcją przeprowadzoną przez KGB. Jego wybór na zwierzchnika Cerkwi w Polsce był wymierzony w struktury polskiego Kościoła greckokatolickiego.
W 1963 Służba Bezpieczeństwa rozpoczęła prowadzenie sprawy obiektowej o kryptonimie „Bizancjum” skierowanej przeciw PAKP. Była ona kontynuowana do lat 1989–1990. Jej celem było agenturalne opanowanie kierownictwa PAKP w celu zapewnienia kontroli nad działalnością Kościoła zarówno w kraju, jak i na forum międzynarodowym. W ramach sprawy obiektowej pozyskano wśród wysokich rangą duchownych wielu tajnych współpracowników. Współpracownikami SB byli m.in.: ks. abp Stefan (TW „Fidelis”), ks. abp Bazyli (TW „Włodzimierz”), ks. abp Sawa (TW „Jurek”), ks. bp Adam (TW „Marek”), ks. abp Nikanor (TW „Magister”), abp Szymon (również TW „Marek”), abp Miron (TW „Mirek II”), abp Abel (TW „Krzysztof”), abp Jeremiasz (TW „Janek”) oraz wielu innych hierarchów i księży PAKP. Podejmowanie współpracy z SB przez duchownych ułatwiała doktrynalna lojalność wobec władz państwowych.
Jednym z hierarchów, którzy oparli się działaniom SB był arcybiskup łódzki i poznański Jerzy. Dwukrotnie Służba Bezpieczeństwa skutecznie zablokowała jego wybór na zwierzchnika Cerkwi. W 1989 cały sobór biskupów stanowili biskupi zarejestrowani jako tajni współpracownicy. Zdaniem abp. Sawy postawa duchownych miała na celu zapewnić przetrwanie Cerkwi w okresie PRL.

### Prawosławie w III Rzeczypospolitej
Po 1989 Polski Autokefaliczny Kościół Prawosławny podawał liczbę ponad 500 tysięcy wiernych (z diasporą – ok. 600 tysięcy), zamieszkujących w przeważającej części na obszarze byłego województwa białostockiego, zwłaszcza w Białymstoku oraz powiatach: białostockim, bielskim, hajnowskim, siemiatyckim i sokólskim. Kazimierz Urban, religioznawca i badacz stosunków wyznaniowych uznawał, że dane statystyczne podawane przez PAKP za przyzwoleniem Urzędu do Spraw Wyznań były zawyżane co najmniej dwukrotnie w stosunku do rzeczywistej liczby wiernych. Manipulacja ta miała mieć na celu ograniczanie roli Kościoła greckokatolickiego przeznaczonego przez władze PRL do likwidacji. Krzysztof Goss na podstawie przeprowadzonych badań liczbę prawosławnych w Polsce określał w 2001 r. na około 200 tys. (w tym 150 tys. w woj. podlaskim). Według danych spisu powszechnego z 2011 roku przynależność do Polskiego Autokefalicznego Kościoła Prawosławnego zadeklarowało 156,3 tysiąca osób. W 2014 PAKP posiadał w Polsce 437 świątyń.
Kościół jest członkiem Światowej Rady Kościołów i Polskiej Rady Ekumenicznej. Oficjalnym wydawnictwem Cerkwi w Polsce jest miesięcznik Wiadomości Polskiego Autokefalicznego Kościoła Prawosławnego; ogólnopolskim prawosławnym miesięcznikiem społeczno-religijnym jest „Przegląd Prawosławny”.
Stosunek państwa polskiego do Kościoła prawosławnego reguluje ustawa z dnia 4 lipca 1991 o stosunku Państwa do Polskiego Autokefalicznego Kościoła Prawosławnego, która uchyliła dekret Prezydenta Rzeczypospolitej Polskiej z dnia 18 listopada 1938 o stosunku Państwa do Polskiego Autokefalicznego Kościoła Prawosławnego oraz ustawę z dnia 23 czerwca 1939 o uregulowaniu stanu prawnego majątków Kościoła Prawosławnego. Na podstawie ustawy działa Komisja Regulacyjna do Spraw Polskiego Autokefalicznego Kościoła Prawosławnego prowadząca postępowania regulacyjne w sprawach związanych z majątkiem Kościoła prawosławnego w Polsce.
Decyzją Świętego Soboru Biskupów, 15 czerwca 2014 ujednolicono w Kościele kalendarz liturgiczny – od tego dnia we wszystkich parafiach obowiązuje stary styl (tam gdzie zaistnieje taka potrzeba, dopuszcza się odprawianie nabożeństw według nowego stylu). Pod koniec 2014 r. wydano w języku polskim przekład czterech Ewangelii pod nazwą „Święta Ewangelia”. Jest to pierwszy prawosławny przekład ksiąg biblijnych w języku polskim.
8 lutego 2015 rozpoczęła działalność polska parafia prawosławna w Brukseli. Placówka należy administracyjnie do Patriarchatu Konstantynopola, natomiast jej proboszcz jest duchownym Polskiego Autokefalicznego Kościoła Prawosławnego.
W czerwcu 2016 r. delegacja Kościoła (z metropolitą Sawą na czele) wzięła udział w obradach Świętego i Wielkiego Soboru Prawosławnego na Krecie.
17 kwietnia 2017 zmarł arcybiskup Jeremiasz, ordynariusz diecezji wrocławsko-szczecińskiej, a 28 czerwca tego samego roku – arcybiskup Szymon, ordynariusz diecezji łódzko-poznańskiej. 24 sierpnia 2017 r. Święty Sobór Biskupów wybrał czterech nowych hierarchów.
15 listopada 2018 r. Święty Sobór Biskupów negatywnie ustosunkował się do działań mających na celu utworzenie zjednoczonej autokefalicznej Cerkwi kanonicznej na Ukrainie, zabraniając jednocześnie duchowieństwu PAKP kontaktów liturgiczno-modlitewnych z duchownymi Ukraińskiego Kościoła Prawosławnego Patriarchatu Kijowskiego i Ukraińskiego Autokefalicznego Kościoła Prawosławnego. Natomiast na kolejnym posiedzeniu Soboru (2 kwietnia 2019 r.) – już po utworzeniu Kościoła Prawosławnego Ukrainy – oświadczono, że „...Polski Autokefaliczny Kościół Prawosławny był i jest za przyznaniem pełnej samodzielności – autokefalii Cerkwi Prawosławnej na Ukrainie.(...) [Jednak] winno się ono odbyć w oparciu o normy dogmatyczno-kanoniczne całej Cerkwi, a nie grupie raskolników [schizmatyków]. Odstępcy od Cerkwi, przy tym pozbawieni święceń kapłańskich, nie mogą reprezentować zdrowego organizmu cerkiewnego. Jest to działanie niekanoniczne i narusza jedność eucharystyczną i międzyprawosławną (...)”.
W 2024 roku obchodzono, przy udziale władz państwowych, 100-lecie autokefalii polskiej Cerkwi prawosławnej (liczone od nadania jej przez Konstantynopol).

## Duchowni
Najwyższą hierarchię kościelną stanowią biskupi, którzy w słowiańskiej tradycji nazywani są również z grecka archijerejami (ἀρχιερεύς od ἀρχή ‘na czele’ i ἱερεύς ‘kapłan’, od ἱερός ‘święty’). Na czele Polskiego Autokefalicznego Kościoła Prawosławnego stoi metropolita (obecnie metropolita Sawa). Niższy stopień duchowieństwa stanowią księża, nazywani jerejami. Zasłużeni duchowni mogą uzyskać tytuł protojereja. Księża mogą wchodzić w związek małżeński przed przyjęciem święceń. Po ich przyjęciu nie jest to już możliwe. Jeżeli duchowny zdecydował się zostać mnichem określa się go mianem hieromnicha (jeromonacha). Monach to określenie często używane w stosunku do prawosławnych zakonników. Zasłużonym hieromnichom może zostać nadana godność ihumenów lub archimandrytów, która w przeszłości wiązała się ze zwierzchnictwem nad monasterem, obecnie może być jedynie tytułem honorowym. Niższymi duchownymi są diakoni. Zasłużeni diakoni mogą uzyskać miano protodiakona. Mnisi posiadający święcenia diakońskie to hierodiakoni.
Duchowni kształcą się w powstałym w 1951 Prawosławnym Seminarium Duchownym w Warszawie (początkowo było to Prawosławne Liceum Teologiczne). W 1957 powołano Sekcję Prawosławną w Chrześcijańskiej Akademii Teologicznej, która zajęła się kształceniem dla Kościoła wykwalifikowanej kadry naukowej.

## Administracja Kościoła
- diecezje – 7
  - dekanaty – 28
    - parafie – 249[1]
      - monastery – 11

- diecezja białostocko-gdańska
- diecezja lubelsko-chełmska
- diecezja łódzko-poznańska
- diecezja przemysko-gorlicka
- diecezja warszawsko-bielska – metropolitalna
- diecezja wrocławsko-szczecińska
- Prawosławny Ordynariat Wojska Polskiego
- diecezja Rio de Janeiro i Olinda-Recife

Językiem liturgicznym w niemal wszystkich parafiach Polskiego Autokefalicznego Kościoła Prawosławnego jest cerkiewnosłowiański. Wszystkie ważniejsze nabożeństwa zostały jednak przetłumaczone także na język polski. Wyjątek stanowią parafia Świętych Cyryla i Metodego we Wrocławiu oraz punkt duszpasterski św. Męczennika Grzegorza Peradze w Warszawie, w których językiem liturgicznym jest polski. Język polski w trakcie nabożeństw bywa również używany m.in. w parafii św. Mikołaja w Gdańsku, parafii św. Mikołaja w Szczecinie, parafii św. Jana Teologa w Terespolu, a także w cerkwiach Białegostoku. W większości parafii diecezji przemysko-gorlickiej używany jest język cerkiewnosłowiański z wymową ukraińską, co jest symbolicznym nawiązaniem do składu narodowościowego tamtejszych wspólnot. W Brazylii nabożeństwa sprawowane są po portugalsku.
We władaniu Polskiego Autokefalicznego Kościoła Prawosławnego znajdują się dwie wyższe szkoły teologiczne (Prawosławne Seminarium Duchowne w Warszawie oraz Sekcja Prawosławna Chrześcijańskiej Akademii Teologicznej). Ponadto Kościół kształci potrzebne sobie kadry w Policealnym Studium Ikonograficznym w Bielsku Podlaskim i Prawosławnym Studium Psalmistów i Dyrygentów Cerkiewnych w Hajnówce. W marcu 1999 powstała Katedra Teologii Prawosławnej na Uniwersytecie w Białymstoku. Od 2004 przy monasterze Zwiastowania Przenajświętszej Bogurodzicy i św. Jana Teologa w Supraślu działa Akademia Supraska.
Działalność dobroczynna Kościoła prowadzona jest poprzez Prawosławny Ośrodek Miłosierdzia Eleos, funkcjonujący od 1996. Szeroką i różnorodną działalność wśród młodzieży prowadzi Bractwo Młodzieży Prawosławnej, którego struktury obecne są we wszystkich krajowych diecezjach Polskiego Autokefalicznego Kościoła Prawosławnego.

## Władze kościelne
Najwyższą władzę Kościoła stanowi Święty Sobór Biskupów. Na czele Polskiego Autokefalicznego Kościoła Prawosławnego stoi metropolita warszawski i całej Polski.
- Zwierzchnik:
  - J.E. abp Sawa (Hrycuniak), ordynariusz warszawsko-bielski, metropolita warszawski i całej Polski

- Ordynariusze diecezji:
  - J.E. abp Abel (Popławski), ordynariusz lubelsko-chełmski
  - J.E. abp Chryzostom (Muniz Freire), ordynariusz Rio de Janeiro i Olinda-Recife
  - J.E. abp Jakub (Kostiuczuk), ordynariusz białostocko-gdański
  - J.E. abp Jerzy (Pańkowski), ordynariusz wrocławsko-szczeciński, ordynariusz Wojska Polskiego
  - J.E. abp Paisjusz (Martyniuk), ordynariusz przemysko-gorlicki
  - J.E. bp Atanazy (Nos), ordynariusz łódzko-poznański

- Pomocnicy diecezji:
  - J.E. bp Ambroży (Cubas), pomocniczy Recife
  - J.E. abp Grzegorz (Charkiewicz), pomocniczy diecezji warszawsko-bielskiej z tytułem arcybiskupa bielskiego
  - J.E. bp Paweł (Tokajuk), pomocniczy diecezji warszawsko-bielskiej z tytułem biskupa hajnowskiego
  - J.E. bp Warsonofiusz (Doroszkiewicz), pomocniczy diecezji warszawsko-bielskiej z tytułem biskupa siemiatyckiego
  - J.E. bp Andrzej (Borkowski), pomocniczy diecezji białostocko-gdańskiej z tytułem biskupa supraskiego

- Namiestnicy klasztorów męskich:
  - J.E. bp Andrzej (Borkowski)[63], monaster Zwiastowania Przenajświętszej Bogurodzicy i św. Jana Teologa w Supraślu
  - archimandryta[64] Piotr (Dawidziuk)[65], monaster św. Onufrego w Jabłecznej
  - ihumen Włodzimierz (Dejneko)[66], monaster św. Dymitra Sołuńskiego w Sakach
  - archimandryta[57]Ambroży (Godun), monaster św. Serafina z Sarowa w Kostomłotach
  - archimandryta Hieronim (Alves), monaster św. Mikołaja Cudotwórcy w João Pessoa (Brazylia)
  - ihumen Maksym (Kondratiuk)[67], monaster Opieki Matki Bożej w Wysowej-Zdroju
  - ihumen Sofroniusz (Wilenta)[65], skit Świętych Antoniego i Teodozjusza Pieczerskich w Odrynkach

- Przełożone klasztorów żeńskich:
  - ihumenia Anastazja (Charkiewicz), monaster Narodzenia Przenajświętszej Bogurodzicy w Zwierkach,
  - ihumenia Hermiona (Szczur), monaster Świętych Marty i Marii na Świętej Górze Grabarce,
  - ihumenia Agnia (Cicha), monaster Zaśnięcia Matki Bożej w Wojnowie,
  - ihumenia Elżbieta (Krawczuk), monaster Opieki Matki Bożej w Turkowicach,
  - mniszka Katarzyna (Niczyporuk), monaster św. Katarzyny w Zaleszanach,
  - siostra Atanazja (Szymaniuk)[68], skit św. Mikołaja Cudotwórcy w Holeszowie (placówka podlega monasterowi w Turkowicach)[69][70].